# Chevrolet Corsa
El Chevrolet Corsa, es un automóvil de turismo del segmento B, que fue producido en Argentina, Brasil, Venezuela, Colombia y México para América Latina por el fabricante norteamericano General Motors, bajo su marca Chevrolet. Se trata de un modelo derivado del alemán Opel Corsa, pero a diferencia de este, en la región fueron fabricadas la segunda y tercera generación, las cuales fueron establecidas como primera y segunda generación del Chevrolet Corsa. De ambas versiones, solo subsistió la primera, ya que la segunda fue reemplazada por el nuevo modelo de Chevrolet fabricado y desarrollado en el Mercosur: El Chevrolet Agile en el caso del hatchback y por el Chevrolet Aveo de origen mexicano para el caso del sedán exportado por General Motors de México.
Volviendo al Corsa B, fabricado inicialmente en Brasil, que también fue producido en la planta que General Motors posee en Rosario (Argentina) y para México en la planta de Ramos Arizpe, Coahuila. El modelo fabricado en Argentina, fue destinado para abastecer el mercado local y el resto de los mercados de Sudamérica, incluso Brasil, donde su producción fue para abastecer al mercado interno y donde ambas versiones llevaban nombres distintos, porque mientras la segunda generación mantuvo el nombre Corsa, la primera cambió su nombre a Chevrolet Corsa Classic. Este Corsa también fue llevado en 1994 al mercado mexicano llamado "Chevy" pero inicialmente fue exportado desde España, después de las grandes ventas que tuvo fue producido a partir de 1996 por General Motors de México en la planta que posee en Ramos Arizpe, México.
En Argentina y luego de un profundo rediseño, desde 2010 se lo conoció como Chevrolet Classic en el caso de la primera generación (única a la venta y en producción hasta el 31/10/2016) que se comercializó con un variado nivel de equipamiento según versión y año de comercialización(estéreo multiconectividad, aire acondicionado, dirección asistida, cierre centralizado y alarma, 4 alzacristales eléctricos,  llantas de aleación ligera, entre otros ítems de confort y sumó de serie doble airbag frontal más ABS con EBD) cesó finalmente su producción en Argentina durante octubre de 2016.

## Primera Generación
En 1992, unos años antes del lanzamiento de la segunda generación del Opel Corsa europeo, en Brasil, las cosas no venían bien para la General Motors. Fiat, su principal rival en este mercado, había revolucionado el mercado con la llegada del Uno Mille (motor 1.0 altamente económico y tracción delantera), un modelo que inauguró una nueva tendencia en el mercado.
Debido a que en la General Motors do Brasil se había vuelto un habitual el traer modelos de la Opel en su segmento automotor - el primer auto fue el Opala, derivado del Opel Rekord - , la prioridad pasó a ser la aceleración del desarrollo de un nuevo modelo, derivado de estos coches alemanes, para actualizarse en el mercado brasileño. Finalmente, en febrero de 1993, la GM do Brasil presentó en sociedad el nuevo Chevrolet Corsa. La primera generación del Chevrolet Corsa, era derivada de la segunda generación del alemán Opel Corsa y llegaba al país para enfrentarse al Fiat Uno y la dupla de Autolatina Ford Escort-Volkswagen Gol. La llegada de este coche, cayó como una bomba y generó zozobra en las ventas de sus rivales. Sus modernas líneas redondeadas, eran mucho más atractivas que las rectilíneas formas de la competencia. Otra novedad que traía el Corsa respecto a los demás, era su motorización, que si bien inicialmente era de 1.0 litros (como el Uno Mille, el Escort Hobby o el Gol 1000), traía un recurso inédito para su segmento: una bomba inyectora AC Rochester monopunto de ignición conjugada.
Como detalles, el Corsa ofrecía un equipamiento interno y un confort de marcha dignos de un coche de segmento superior. Su consola moderna, sus butacas y su amplio espacio interior, hacía que la gente se olvidara del Chevette, a pesar de ser más corto externamente. El respaldo de las butacas traseras podía ser regulado en dos posiciones y el sistema de ventilación incluía recirculador de aire. Debido a que Opel no fabricaba un Corsa con motor 1.0, fue necesario redimensionar la cilindrada del 1.2, que mantuvo la potencia de 50 cv pero perdió en torque, quedando con 7,7 m.kgf a 3.200 rpm. El primer modelo presentado por Chevrolet fue llamado Corsa Wind y era el mismo Corsa con motor 1.0 litros de 50 CV de potencia del cual GM declaraba 145 km/h de velocidad máxima con una aceleración de 0 a 100 km/h en 18,6 segundos.
En junio de 1994, hacía su debut el Corsa GL la primera evolución del modelo. El Corsa GL venía con un equipamiento superior al Corsa común y ya montaba un nuevo impulsor: un 1.4 litros. Entre las novedades que traía se destacaban aire acondicionado (con cortacorriente para su compresor que se activaba en caso de aceleración total para que el motor no pierda potencia), control eléctrico de vidrios y trabas de puertas, respaldos con apoyacabezas y cinturones de seguridad de tres puntos para dos de los ocupantes de las plazas traseras. También traía asiento de conductor regulable en altura, cuentavueltas y radio pasacassette. Las suspensiones del GL adquirían estabilizadores en las delanteras y trasera, permitiendo la utilización de muelles elásticos más suaves que en el Corsa Wind, y otorgando un mejor confort de marcha.
En el Salón del Automóvil de Fráncfort de octubre del mismo año, fue lanzado el nuevo Corsa GSi. El motor ECOTec (Emissions and Consumption Optimization Technology, en español: Tecnología de Optimización de Emisiones y Consumo) de 1.6 litros y 16 válvulas, fue presentado en el mes siguiente en Argentina y era de los más modernos del mercado nacional, con inyección multipunto secuencial, bomba de oxigenación y válvula de recirculación de gases de escape (EGR). La potencia de 108 CV a 6200 rpm (que representaba un aumento del 116% sobre el Corsa Wind 1.0) y el torque de 14,8 Kgf a 4000 rpm tenían como resultado un desempeño brillante: aceleración de 0 a 100 km/h en 9,8 segundos con una velocidad máxima de 192 km/h, marcas equivalentes a la de sus rivales, el Gol GTI (109 CV) y el Uno Turbo i.e. (118 CV). A pesar de su alto régimen de torque, el 80% de él (11,8 Kgf) estaban disponibles entre 1500 y 6300 rpm.
Desarrolladas tres versiones del Corsa de tres puertas, comenzó el desarrollo de nuevas opciones de carrozado. En mayo de 1995, se estrenó el Corsa pickup, para suceder al Chevy 500 de la línea Chevette. El modelo, derivado del furgón Combo que ya existía en Europa, su distancia entre ejes era 37 mm más larga y su suspensión trasera estaba provista de un eje rígido y muelle parabólico de lámina única, que sorprendía por su buen comportamiento en curvas. De diseño idéntico al hatchback, hasta el parante medio, fue ofrecido en una única versión GL con una versión más simple del motor 1.6 de ocho válvulas e inyección monopunto. Sus números: 79 CV de potencia, 12,9 Kgf de torque a 3000 RPM y capacidad de carga de 575 kg, situándose entre las mejores de su categoría, a pesar de que su caja de carga era muy pequeña.
Apenas tres meses después, apareció la versión 5 puertas del Corsa GL, que traía un diseño en su parte trasera diferente al tres puertas, con una caída más vertical y ópticas más estrechas. Su aerodinámica mejoraba respecto al tres puertas, con un CX 0,34 en vez de 0,35, y el baúl ganaba espacio pasando a tener una capacidad de 280 litros frente a los 260. Ofrecía también barras de protección en las puertas y opción de ruedas de aluminio. Otra novedad que traía, que también fue introducida en el modelo Wind, fue un recorte en la quinta velocidad, pasando de 0,71 a 0,76, y en la cuarta, que iba de 0,89 a 0,95, para una mayor agilidad.
El éxito del Corsa, animó a GM a expandirlo rápidamente. Y el paso más importante llegó en noviembre de 1995, con el estreno del Corsa sedán, un tricuerpo de cuatro puertas y líneas muy armoniosas, cuya parte trasera fue 100% diseñada por la subsidiaria brasileña. Las ruedas traseras, bastante encuadradas para el hatch, sirvieron a la perfección al nuevo modelo ya que el nuevo maletero parecía demasiado largo. Su capacidad era de 390 litros y significó una ganancia importante. Sus butacas traseras podían ser rebatidas para mayor capacidad, una verdadera novedad para un tricuerpo de la época. En lo que a motorización hacía cuenta, el impulsor era el 1.6 de ocho válvulas, pero con un nuevo sistema de inyección multipunto (MPFI), que le daba un plus de 13 CV frente al monopunto de la Pick up: 92 CV. Más allá de esto, se lo podía llevar a 182 km/h de velocidad máxima, con una aceleración de 0 a 100 en 11 segundos. Junto a su torque en bajas revoluciones (13 kgf a 2800 RPM), lo volvían muy agradable de manejar en el tránsito. Además de la opción GL, ofrecía equipamiento GLS, con faroles de neblina y opción de frenos con ABS, una verdadera primicia entre los pequeños no deportivos. La dirección asistida estaba disponible en las dos versiones.
En marzo de 1997, llegaba el último miembro de la familia: La rural Corsa Wagon. Pensada para suceder al Kadett Ipanema (A pesar de ser de mayor porte que el Corsa) y la Chevette Marajó, extinta hace mucho tiempo. Con las mismas versiones de acabado del sedán GL y GLS, traía una novedad: un motor 1.6 de 16 válvulas e 102 CV para la versión más lujosa, que más tarde estaría disponible en el tricuerpo. Producido en Brasil, desarrollaba 6 CV menos que el GSi, debido a diferencias de calibración destinadas a dejar el motor más elástico en razón del mayor peso de la rural vacía o con carga (el torque máximo permanecía igual). Una transmisión automática de cuatro marchas y control electrónico eran ofrecidos en agosto para el Sedán GL de ocho válvulas, rescatando una práctica ya vigente en el antiguo Chevette (sin embargo de tres marchas). Fue durante mucho tiempo el coche nacional más accesible con ese recurso y una buena opción para usuarios discapacitados.
Ese mismo año, se inauguraba en Rosario (Argentina), la nueva planta de General Motors para la producción del mercado local. La primera unidad salida de esa fábrica, fue un Corsa Hatchback. En este país, inicialmente fueron fabricados los Corsa Hatchback de 3 y 5 puertas versión GL. Al año siguiente, se sumó a la producción el Corsa Sedán GLS con motor 1.6 como tope de gama en la familia Corsa. En 1999, la familia Corsa amplía su gama de motores, incorporando un nuevo motor 1.7 diésel, de 60 CV de potencia, fabricado únicamente en Argentina, debido a que en Brasil no había automóviles diésel. La Pick up y la Wagon fueron importadas desde Brasil, hasta el año 1998 en el caso de la Wagon, que fue el año en el que comenzó su producción en el país del Plata, y 2003 en el caso de la Pickup, que a partir del año 2000 solo presentaba la opción diésel.
Durante la década de 2000, el Corsa sufrió diferentes modificaciones en su frente y trasera, pasando a llevar diferentes diseños de parrillas y diferentes ópticas traseras. En el año 2000 también cesó la producción del Corsa 5 puertas, debido a que la constante demanda del público por los Corsa 3 puertas y Sedán, dejaba al 5 puertas sin un lugar en el mercado. A todo esto, se sumaba la gran ventaja que poseía el Corsa Wagon con su mayor capacidad de carga. A pesar de esto, si bien la familia perdía un miembro, ganaba otro porque comenzaba la producción del Chevrolet Combo, una furgoneta liviana que se fabricaba en Brasil desde el año 2002 y que resultaba una opción más segura de traslado de carga a la Corsa Pickup.
Con el lanzamiento en el año 2002 del Chevrolet Corsa de segunda generación, Chevrolet decidió continuar con la producción de la primera generación del Corsa, debido a que al momento de la aparición del nuevo modelo, el viejo coche seguía siendo el superventas de la marca en toda Sudamérica, por lo que se tomó la decisión de cambiar el nombre de la primera generación para darle más tiempo de vida y poder reubicarlo en el segmento de los autos económicos. Así fue que la primera generación del Corsa, pasó a denominarse Chevrolet Corsa Classic, para gran parte del mercado sudamericano. En Brasil, fue rebautizado simplemente como Classic, quedando el nombre Corsa solamente para la segunda generación.
También en 2004, el Corsa hatchback presentó una edición limitada denominada Corsa Sport (en Venezuela conocido como Corsa Speed). Se trataba de un Corsa con equipamiento deportivo, incluyendo spoilers, faldones laterales, un pequeño alerón trasero ubicado en la parte superior de la luna trasera, doble salida de escape cromada, dirección asistida, y un motor 1.6 litros de 8 válvulas de 92 CV de potencia. Un verdadero atractivo para el público amante de un coche de altas prestaciones y también orientado hacia el público juvenil.
En el año 2007, el Corsa Classic Sedán presentaba la opción Corsa Súper, que equipaba mayor equipamiento que las versiones comunes. También, en ese año, debido a la crisis mundial, que incluso golpeaba al sector de hidrocarburos, se decide la suspensión de la producción de los motores diésel, en todos los segmentos, con excepción de los utilitarios. Además, los motores nafteros ya comenzaban a mostrarse algo antiguos y obsoletos frente a la competencia, por lo que en el año 2009 Chevrolet estrena los nuevos motores 1.4 litros de 92 CV de potencia que pasaron a equipar a los Chevrolet Corsa Classic y a los nuevos Chevrolet Agile, que es un desarrollo hecho sobre la plataforma del Corsa B.
En abril de 2010 cesa la producción del "Chevrolet Corsa Classic" 4 puertas y es sustituido por el Chevrolet Classic, el cual mostraba un profundo rediseño enfocado en su exterior (GM4200), mientras que el 3 puertas continuó en producción (cambiando solo su nombre) hasta que fue reemplazado por el Chevrolet Celta 3 puertas durante el 2011. La rural "Wagon" se discontinuó como "Corsa Classic", adoptando la línea "Classic" (GM4200) recién en septiembre del 2010, finalmente el "Classic Wagon" cesó su producción durante el 2012. En esa época la gama del segmento B estaba constituida por el Celta 3 puertas como nivel de entrada, seguido por el Celta 5 puertas y luego el Classic (versión LS), de ahí en más se ubicaron el Chevrolet Agile y como alternativa 4 puertas el Chevrolet Aveo. Posteriormente estos últimos dos fueron sustituidos por el Chevrolet Onix y su variante sedán el Chevrolet Prisma, mientras que como reemplazo del Aveo posicionaron al Chevrolet Cobalt.

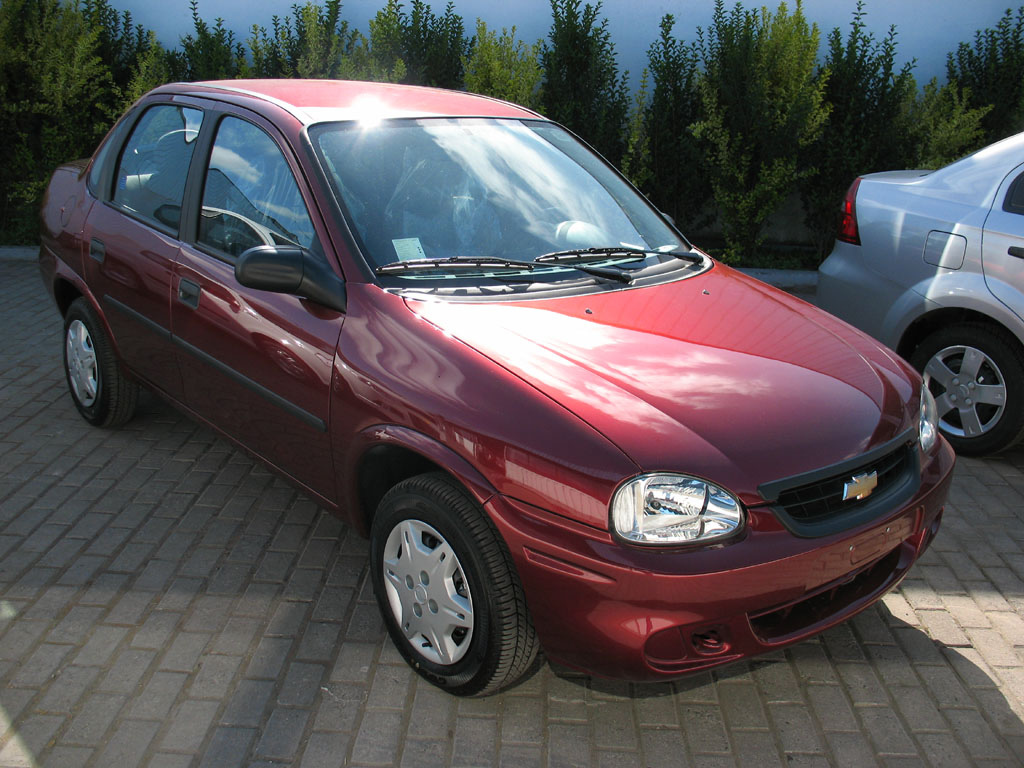
Chevrolet Corsa Classic (último Facelift)
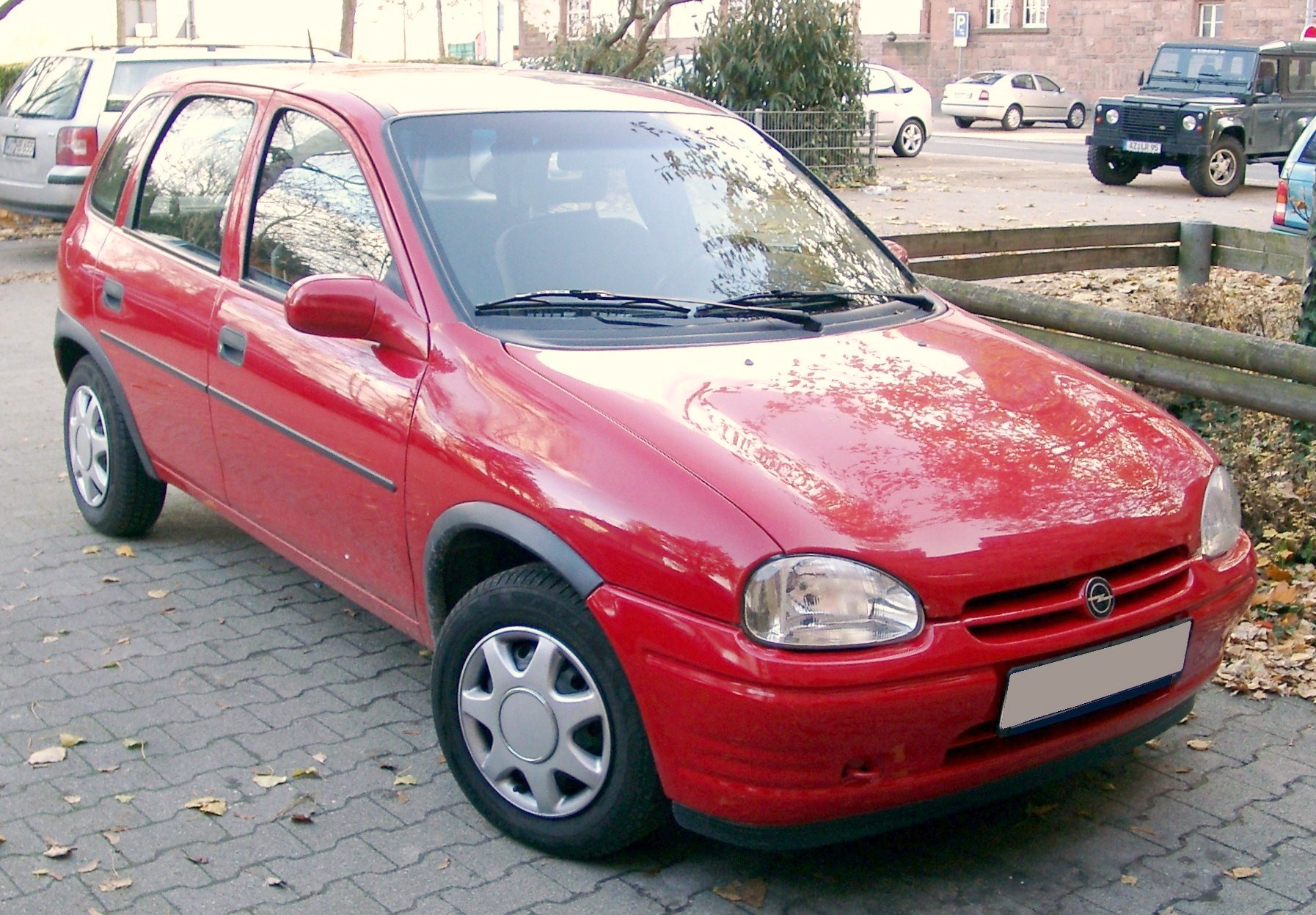
Chevrolet Corsa Wind 5 puertas
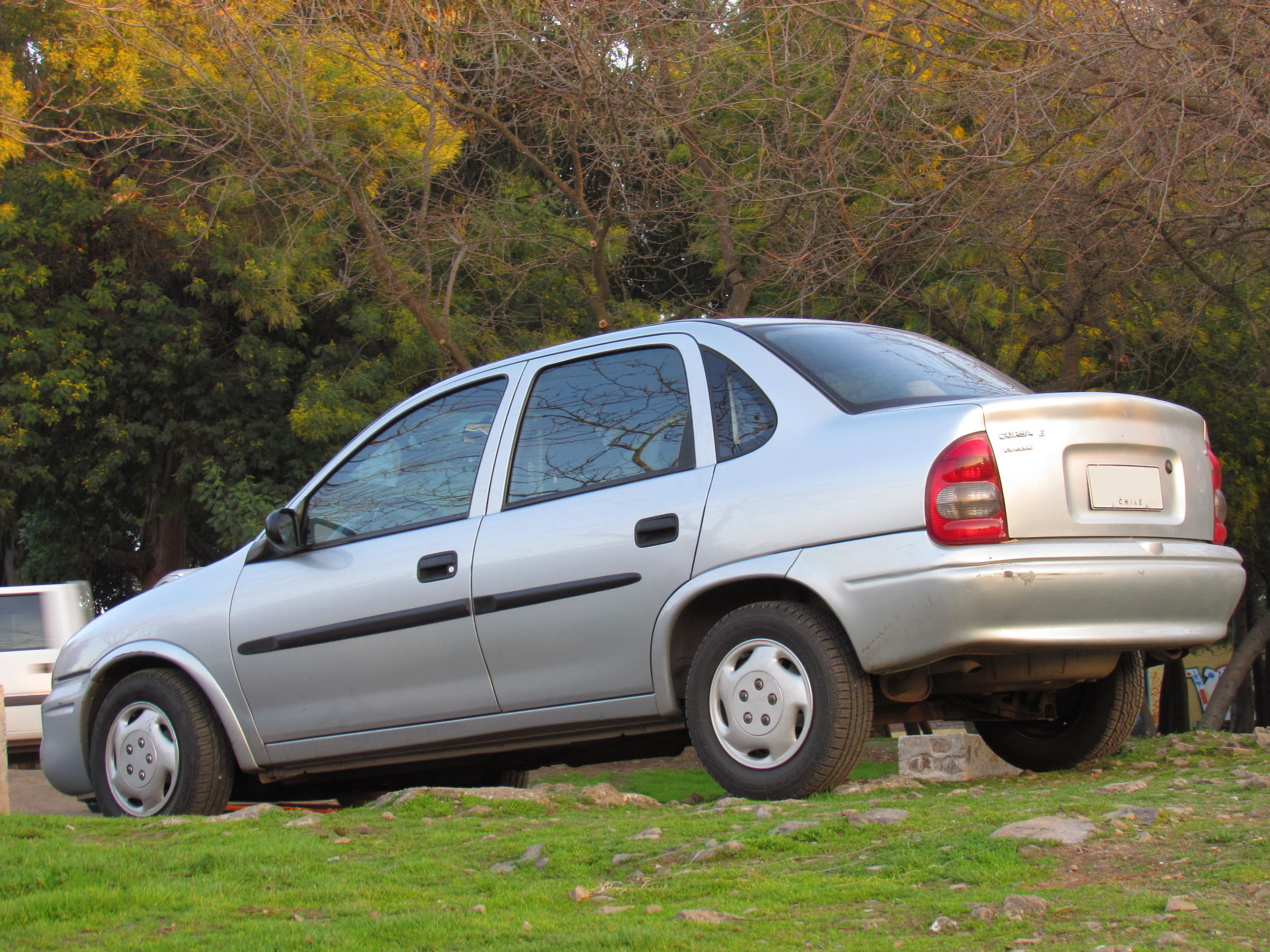
Chevrolet Corsa Sedan
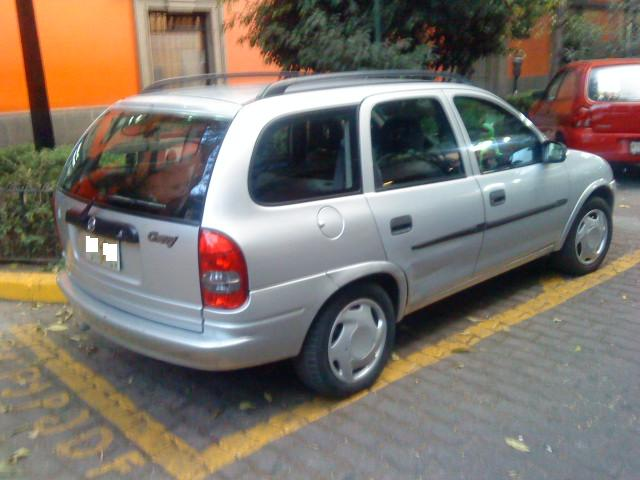
Chevrolet Corsa Wagon

## Segunda Generación
En el año 2002, General Motors de Argentina presentó el nuevo Chevrolet Corsa de segunda generación. Para no generar confusiones entre los compradores, GM Argentina decidió rebautizar a la primera generación como Chevrolet Corsa Classic, mientras que esta segunda era conocida como Chevrolet Corsa Evolution. La idea de GM Argentina, fue el ofrecer un vehículo del segmento B un poco más adelantado que el antiguo Corsa para poder competir contra las nuevas generaciones del Ford Fiesta y del Fiat Palio, sin descuidar la producción del Corsa Classic que en ese momento se había convertido en su caballo de combate. Entonces, para no generar entre sus clientes una sensación de reemplazo, Chevrolet decidió vender ambos coches en convivencia. En Brasil, y cumpliendo el mismo objetivo, la primera generación del Chevrolet Corsa fue renombrada simplemente como Chevrolet Classic, por lo que es más fácil diferenciar ambos coches.
Fue presentado en el año 2002 y supuso en un primer momento ser el sucesor del coche superventas de General Motors en América Latina. Sin embargo, ambos coches convivieron en el mercado, siendo llevado el Corsa II a un segmento intermedio entre los segmentos B y C, quedando el Corsa I como representante de la marca entre los autos económicos. A todo esto, para no provocar confusiones, General Motors de Argentina decidió dejarle el nombre Corsa al nuevo modelo, pasando el modelo anterior a llamarse Corsa Classic. En Brasil, si bien el Corsa II mantuvo su nombre, el Corsa I pasó a llamarse directamente Chevrolet Classic, creando un modelo seudo nuevo. En México, también se inició la comercialización del Corsa II en versiones Hatchback (importado de Europa de diciembre 2001 hasta enero de 2003; importado de Argentina de febrero 2003 hasta octubre de 2008) y Sedan (importado de Argentina de agosto 2002 hasta octubre de 2008), solo que en este caso fue el primer modelo que se comercializó en aquel país con el nombre Corsa, ya que el Corsa I había iniciado su producción con el nombre “Chevy”, para luego cambiarlo directamente a “Chevy C2” El cual fue un modelo exclusivamente diseñado para el mercado mexicano.
La segunda generación, conocido como el Corsa II, era un coche de dimensiones mayores a su antecesor y diferente plataforma/diseño, destinado a ser la respuesta directa de General Motors a la alternativa presentada por Ford con el nuevo Ford Fiesta de tercera generación y por Volkswagen con el Volkswagen Fox. Sin embargo, tuvo que ser recategorizado debido a que el Corsa I (que sería el Opel Corsa B), todavía continuaba en producción con los avales y el visto bueno del público y de los compradores. Por lo que el Corsa II al ser la evolución del primero, terminó siendo por segmento económico y de dimensiones rival del Fiesta de tercera generación, del Gol de segunda generación y Fox, Palio/Siena y línea Sandero/Logan. Mientras que el Chevrolet Classic quedaba como entrada de gama y  rival del Fiesta One (rediseño de la segunda generación), Fiat Palio/Siena Fire (entrada de gama, manteniendo diseño pre-restyling), los Renault Clio II y el Volkswagen Gol de segunda generación (denominado según el modelo/año como Power con motor 1.4).
Para que esto ocurriera, el Corsa II fue equipado con una nueva motorización de 1.8 litros, 8 válvulas e inyección multipunto (MPFI), que entregaba una potencia de 100 CV a 5200 RPM, una potencia mayor al antiguo motor 1.6 del anterior Corsa y de la mayoría de los coches 1.6 del segmento B. Este motor tenía un par de 165 NM a 2800 RPM, un régimen también similar, lo que permitía que el Corsa II se equiparara perfectamente a sus rivales, pero que aparentaba tener un plus de ventaja por tener un motor más grande. También, presentaba la opción Turbodiesel, con un 1.7 litros de 16 válvulas e inyección directa, que en este caso entregaba 65 CV a 4400 RPM, 5 CV más que el motor del Corsa I.
En lo que a sus modelos se refería, el Corsa II se presentaba en dos modelos: Hatchback de 5 puertas y Sedán de 4. Con el Hatchback de 5 puertas, General Motors le devolvió al Corsa por lo menos parte de su antigua identidad. Además, tuvo cinco modelos por cada motorización, totalizando 10 modelos que eran conocidos como GL (la versión base), GL Pack I (que entre otras cosas traía aire acondicionado, doble airbag, y cinturones de seguridad delanteros con pretensor), GL Pack II (que además traía levantavidrios eléctricos, alarma, columna de dirección colapsable ante impactos y cierre centralizado a distancia), GLS (con faros antiniebla, volante de cuero y Radio AM/FM/CD) y GLS Full (la versión de lujo).
En el año 2002, para agrandar la familia del Corsa II, fue lanzado el monovolumen Chevrolet Meriva que no es más que la primera generación del Opel Meriva de segunda generación. En el año 2003, como producto de un convenio publicitario con la marca deportiva Reef, fue presentado el «Corsa Reef», una versión limitada del Corsa con equipamiento deportivo y accesorios de playa.
También en Brasil fue presentada en el año 2003, una pickup derivada del Corsa II, que es conocida como «Chevrolet Montana». La Montana es un coupé utilitario, creado a partir de la plataforma del Corsa II y que fue implementado por Chevrolet en Brasil para reemplazar al Corsa pickup. Su diseño es igual al Corsa, desde su trompa, hasta el parante de las puertas, donde luego se complementa con una pequeña extensión en su cabina. Su caja de carga, es mayor que la del Corsa pickup, siendo comparable con la caja de carga de la Fiat Strada (derivada del Fiat Palio), pero más corta que la de la Volkswagen Saveiro (derivada del Volkswagen Gol). Su motorización, era un 1.8 Flexpower, capaz de funcionar con alcohol y gasolina en forma alternada.
Durante los años siguientes, el Corsa II recibió pequeñas reformas, entre ellas los cambios de logotipos pasando a llevar los «Bowtie» dorados, símbolo de Chevrolet Global. En el año 2006, el Corsa II presentaba la nueva opción de caja de velocidades «Easytronic», una caja electrónica, semiautomática de manejo secuencial, que también equipaban los Chevrolet Meriva, una novedad que transformó a Chevrolet en pionera en el mercado de cajas de velocidades. Además, en 2007 sufrió la misma restricción que los demás modelos de la marca, cuando se decidió la supresión de los motores diésel, para toda la línea de automóviles.
A pesar de ser un coche con buena aceptación y buen mercadeo, en el año 2008 General Motors dio a conocer la noticia de que tenía planeado la construcción de un modelo para abastecer al mercado de América Latina, y que ocuparía la plaza del Corsa II, ya que el Corsa I a pesar de sus años continuaba siendo el coche superventas de la marca. Esta decisión se vio cristalizada en el año 2009, con la aparición del Chevrolet Agile, un coche más robusto que el Corsa II y que aprovechaba la plataforma y mecánica del Corsa I (reduciendo los costos de producción al estar la misma más amortizada y simplificada frente a la del Corsa II).
Incluso con este anuncio, ambos coches seguirán su producción en conjunto, hasta el reemplazo definitivo del Corsa II. Para evitar una rivalidad directa antes del recambio, GM equipó al Agile con un motor 1.4 litros de 92 CV (prácticamente el mismo del Corsa Classic), un impulsor muy modesto frente al de su antecesor, lo que le valió duras críticas por parte de los usuarios de la marca Chevrolet y su reprobación como sucesor del Corsa II, sacrificando parte del mercado. A pesar de su final anunciado, el Corsa II (que había dejado de producirse en Argentina), continuó su producción en Brasil y su nivel de ventas siguió a buen ritmo. Finalmente, su producción tuvo su definitivo punto final en el año 2011, cuando GM de Brasil decidió finalizar su producción, junto a la de toda la línea derivada de la marca Opel. 
Como reemplazo del Corsa II en segmentos económicos superiores, GM de México comenzó con la importación del Chevrolet Aveo y el Chevrolet Sonic en todo el mercado sudamericano y de este modo se deja de producir. El reemplazo local directo pasaría a ser unos años más tarde el Chevrolet Onix y para el sedán el Chevrolet Prisma de segunda generación y producción por GM de Brasil. Para su derivado, la Chevrolet Meriva, se comenzaría a producir la Chevrolet Spin monovolúmen que al ver incrementadas las dimensiones, además busca reemplazar a la Chevrolet Zafira producto derivado del Chevrolet Astra. El Ágile también se discontinuó en poco tiempo más y su mercado fue más tarde absorbido por el Onix.
GM de Brasil aprovechó también la plataforma global del Sonic, en ese entonces a través de GM de México importó el modelo Sonic a Brasil para agregar al catálogo otro modelo que buscara ocupar parcialmete (ya que no son del mismo segmento) el lugar dejado por el Chevrolet Astra: el entonces nuevo Chevrolet Cobalt, hasta que obtuvo su reemplazo de segmento con el Chevrolet Cruze. 
Con el cese de producción del Corsa II, la Meriva, el Celta, el Astra y la Zafira, el catálogo de GM Latinoamérica para el segmento B quedó conformado por el Classic como entrada de gama, el Ágile y el Sonic. Posteriormente (fines del año 2016) con la descontinuación del Classic el Ágile y el Aveo, más la incorporación de las novedades del momento, el catálogo del segmento B quedó finalmente conformado por los Onix y Prisma Joy (pre-restyling) como base de entrada de gama, los Onix y Prisma rediseñados, el Cobalt (solo se ofrece como sedan 4 puertas) y la Spin como único monovolúmen de la marca (estos dos últimos buscan cubrir parcialmente al segmento C como entrada de gama, ya que el mismo lo ocupa plenamente el Chevrolet Cruze 4 y 5 puertas, pero sin monovulúmen).

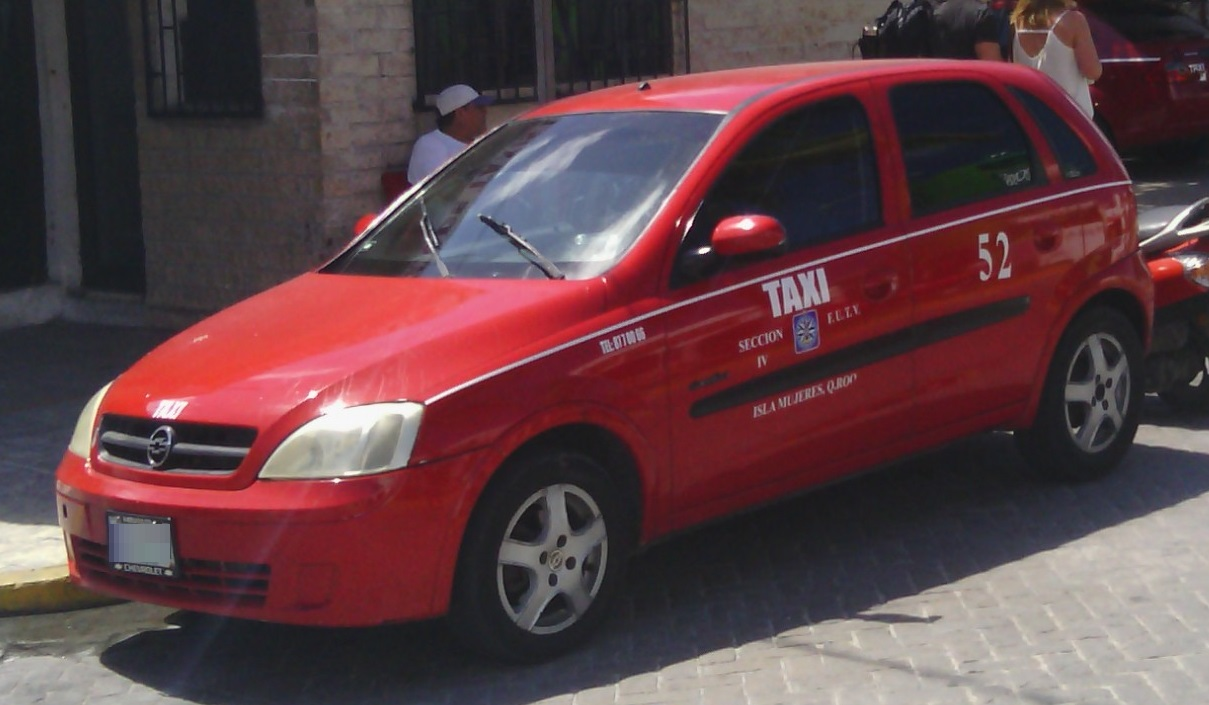
Corsa II (C) 5 puertas
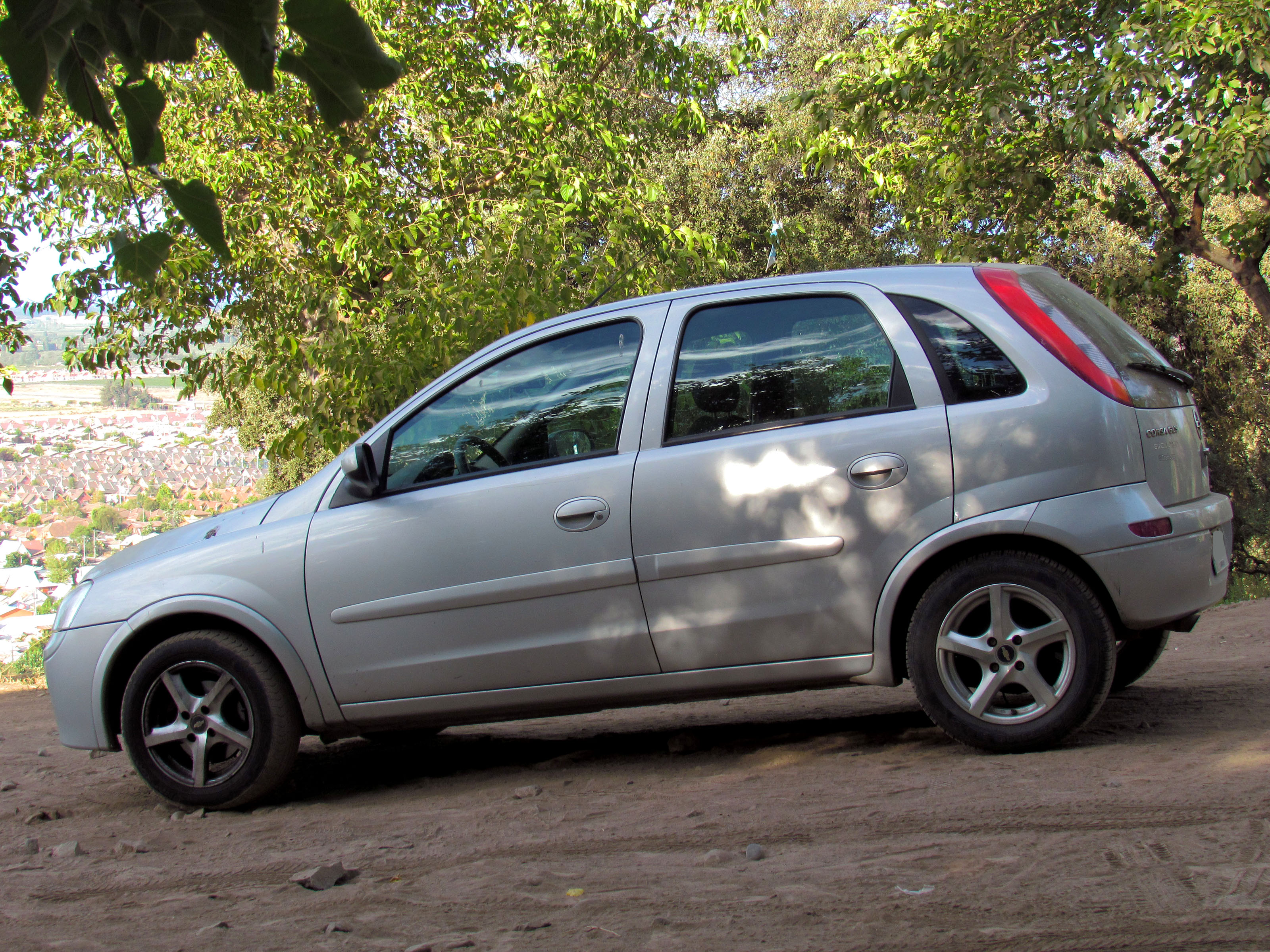
Corsa II (C) GLS
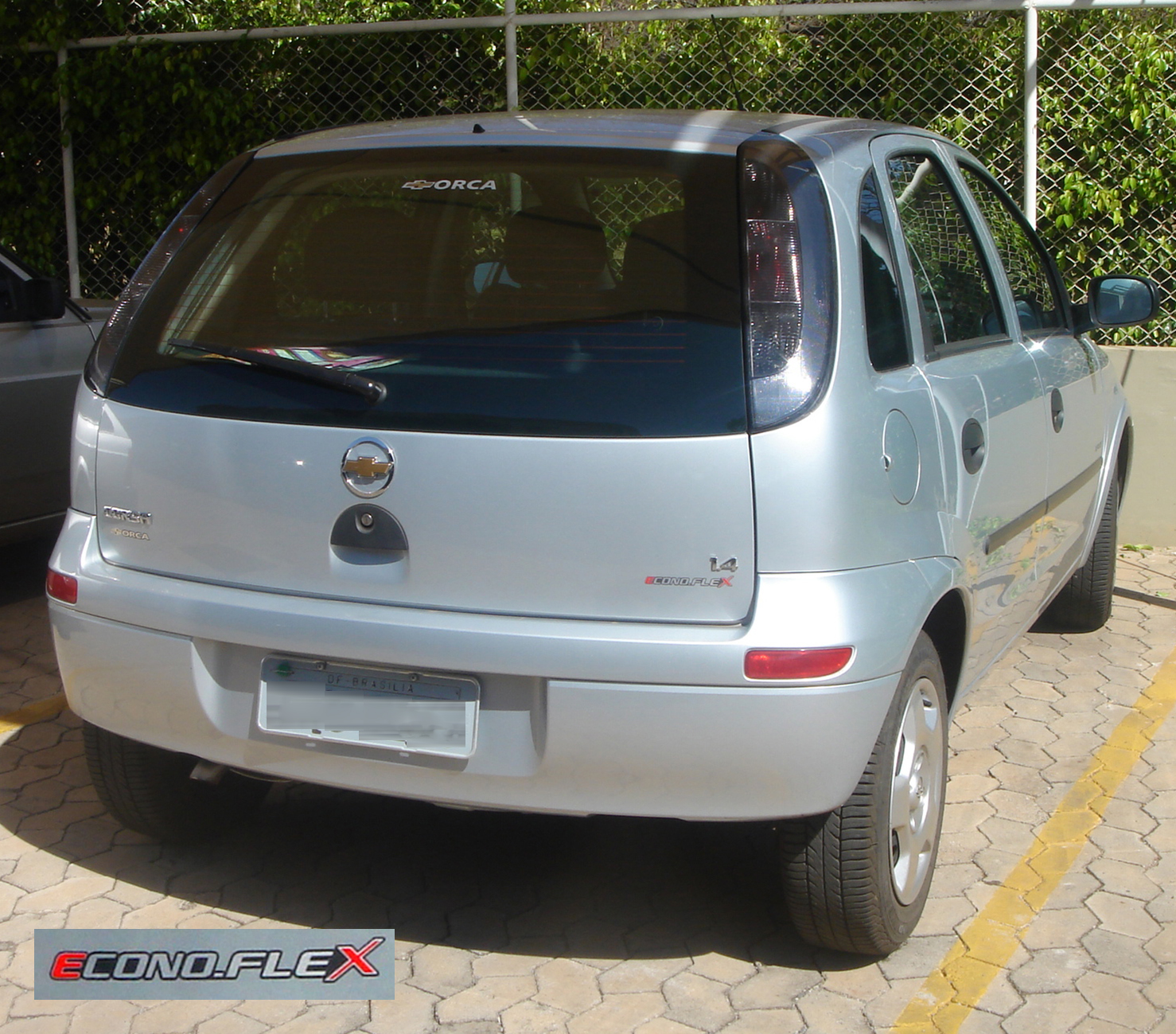
Corsa II (C)5 puertas
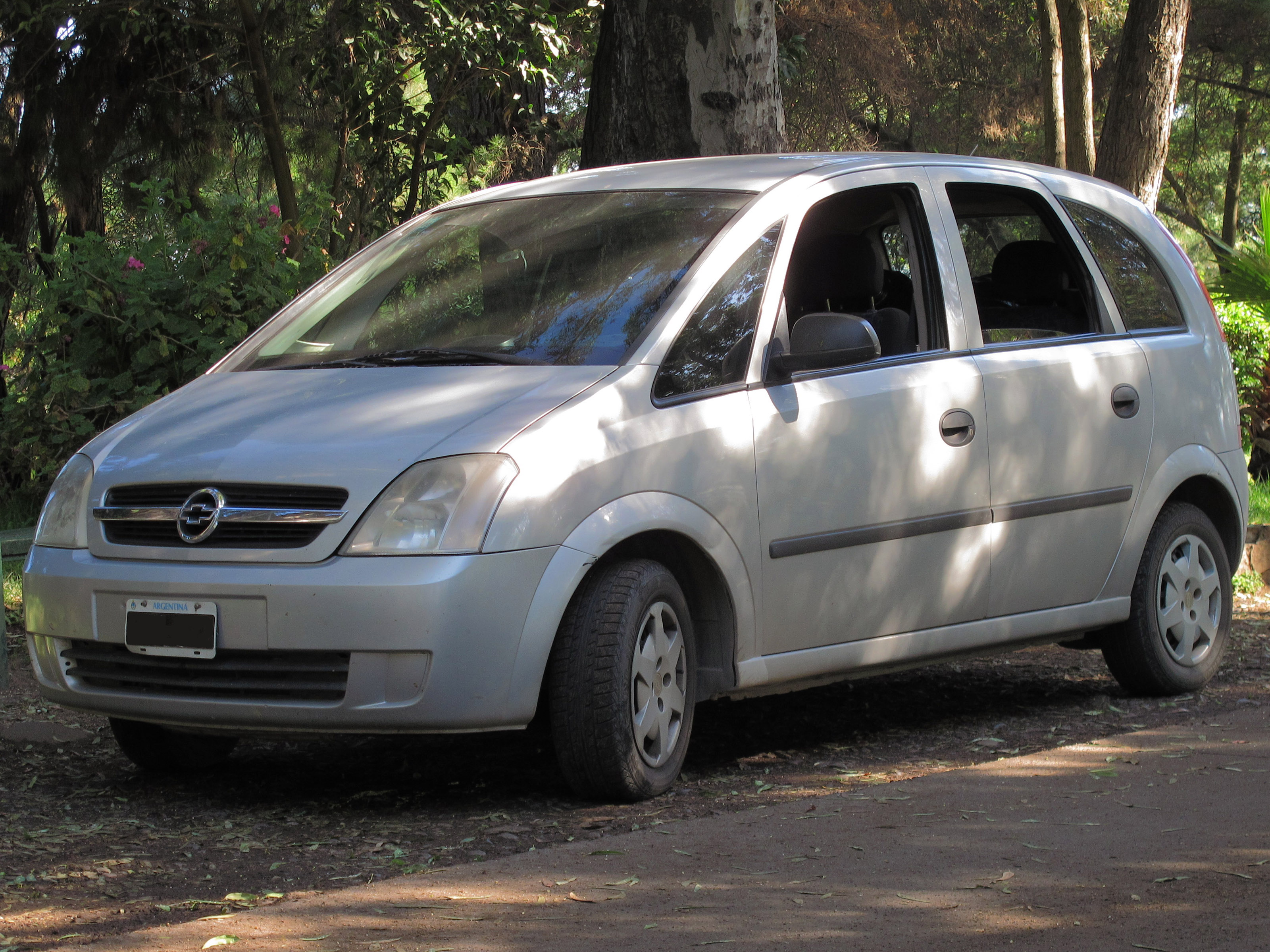
Chevrolet Meriva
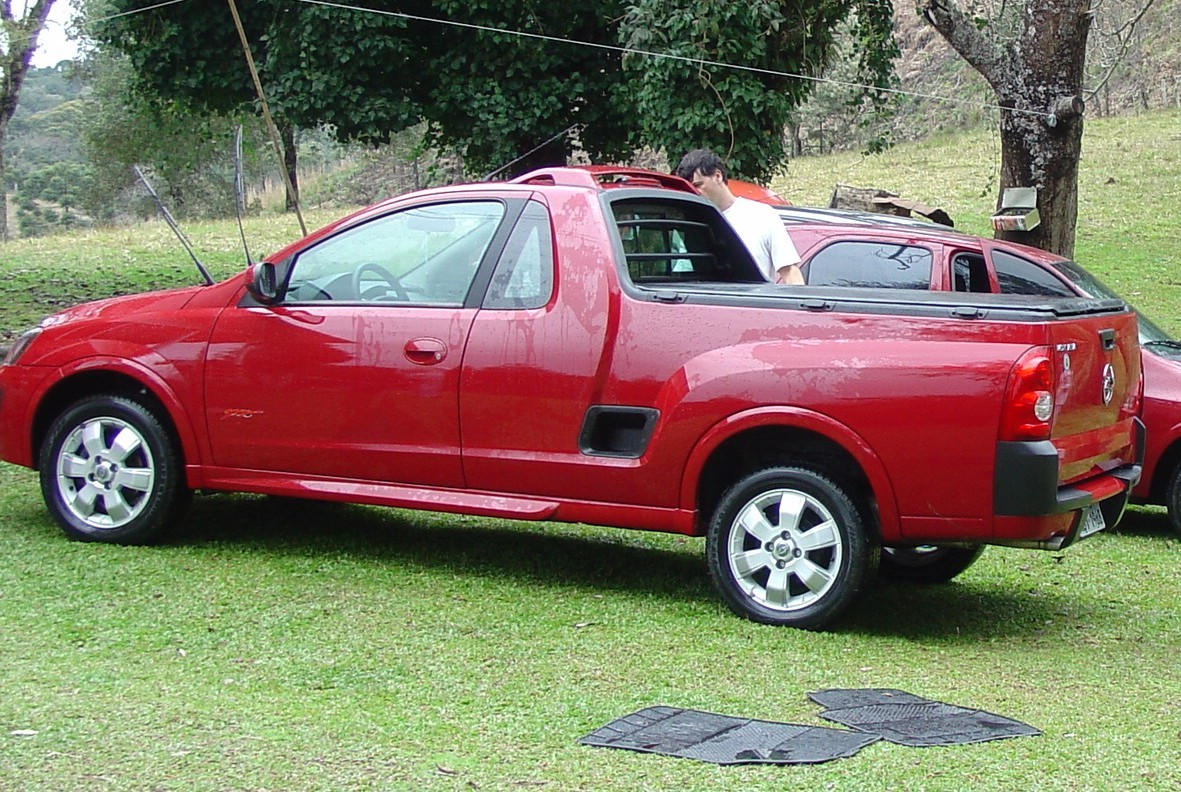
Chevrolet Montana pickup

## Modelos derivados

### Chevrolet Tigra
En 1997, Chevrolet presentó en el Brasil el Chevrolet Tigra. Se trataba de un pequeño cupé 2+2 derivado del modelo español Opel Tigra, que fue proyectado sobre una plataforma reformada del Opel Corsa. El Chevrolet Tigra, era un pequeño automóvil del segmento A, creado con varios elementos del Corsa, como la motorización 1.6 16 válvulas de 108 CV derivada del modelo GSi, o también sus elementos de consola. Otra versión más económica del Tigra estaba motorizada con un motor de 1.4 litros de 90 CV. Su llegada al mercado brasileño tuvo como objetivo eclipsar al Ford Ka, su principal rival de segmento. Si bien, había atributos que ponían al Tigra por encima de su hermano mayor Corsa, había otros que lo ponían en desventaja. El primero, al ser una reformulación de la carrocería del Corsa para poder incursionar en el segmento A, el Tigra presentaba un habitáculo altamente reducido en sus dimensiones. La enorme curvatura del parabrisas, que le daba su toque deportivo, restaba un gran espacio de altura para los ocupantes de las plazas delanteras, mientras que al reformular la parte trasera, las butacas quedaban algo embutidas en el baúl, lo que prácticamente imposibilitaba el acceso de dos personas de gran talla en las mismas. El Tigra sin embargo, fue vendido con cierto éxito durante casi un año. El Tigra 1.6 GSi fue presentado en agosto de 1998, siendo el modelo más poderoso de la gama. Sin embargo, con la continua depreciación del real, fue descontinuado en enero de 1999. En enero de 1998, el Tigra también fue importado a Argentina, donde se lo conoció como Corsa Tigra, y era presentado como un modelo más de la gama Corsa.

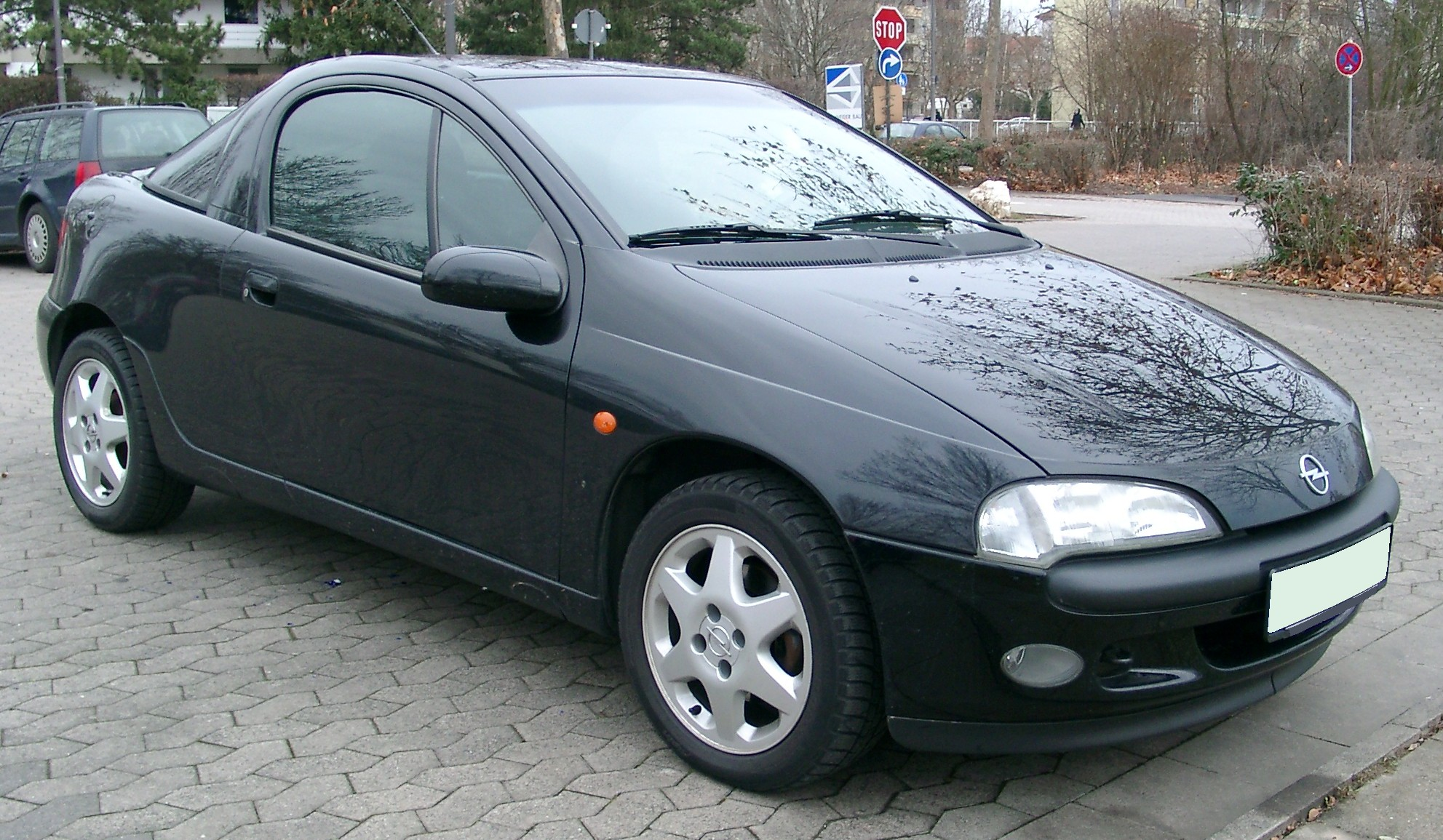
Opel Tigra. Automóvil derivado del Corsa
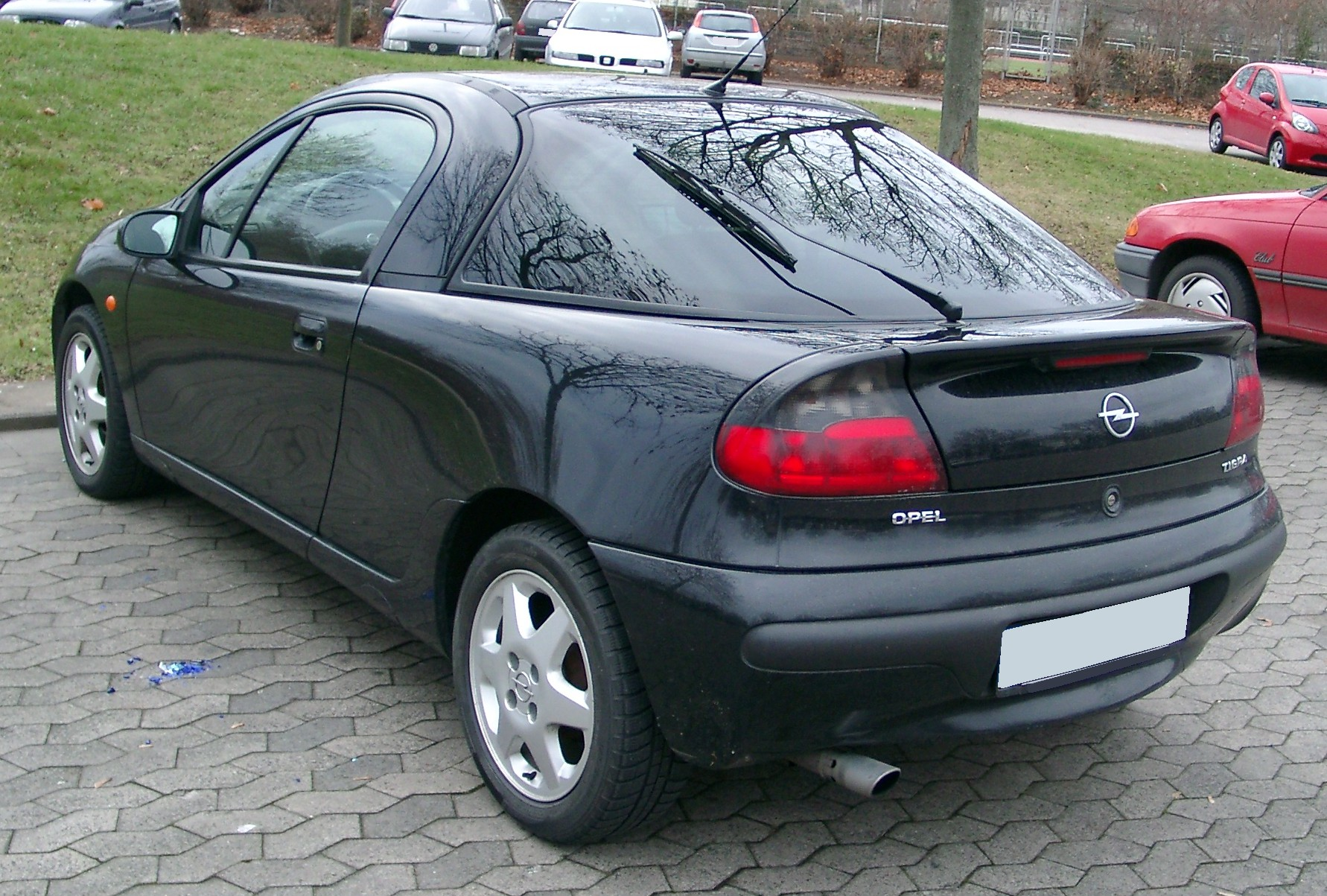
Opel Tigra sector posterior

### Chevrolet Corsa pickup
La Chevrolet Corsa pickup, también conocida como el Opel Corsa pickup es un cupé utilitario compacto desarrollado por Chevrolet en Brasil, especialmente para los mercados emergentes, siendo vendida en América Latina y en Sudáfrica (bajo el nombre de Opel Corsa pickup). Posee un diseño basado en el modelo Corsa segunda generación.
En octubre de 2003, la pickup Corsa se sustituye por la Chevrolet Montana pickup, apareciendo en un momento en el que el modelo anterior venía presentando bajas ventas frente a sus nuevos rivales: el Fiat Strada y el Volkswagen Saveiro. Este nuevo auto, llegó al mercado para atender la demanda de un amplio sector del público, desde el joven estudiante universitario, hasta el empresario que busca soluciones para el transporte de pequeñas cargas. Consistiendo en un proyecto 100% desarrollado por la General Motors do Brasil, la nueva pickup de Chevrolet fue diseñada enfocada en los ítems más valorizados de los consumidores de este segmento: Diseño joven, robusto y agresivo, con mayor capacidad de carga, mayor altura de suelo, mejor desempeño y economía, con mayor espacio interno. El modelo, adopta el concepto Max Cab, que garantiza el perfecto equilibrio entre el espacio de la cabina y la caja de carga. Esta solución proporciona mayor confort y permite el transporte de equipajes dentro de la cabina, además de acomodar grandes cargas y hasta una motocicleta misma en la caja de carga.

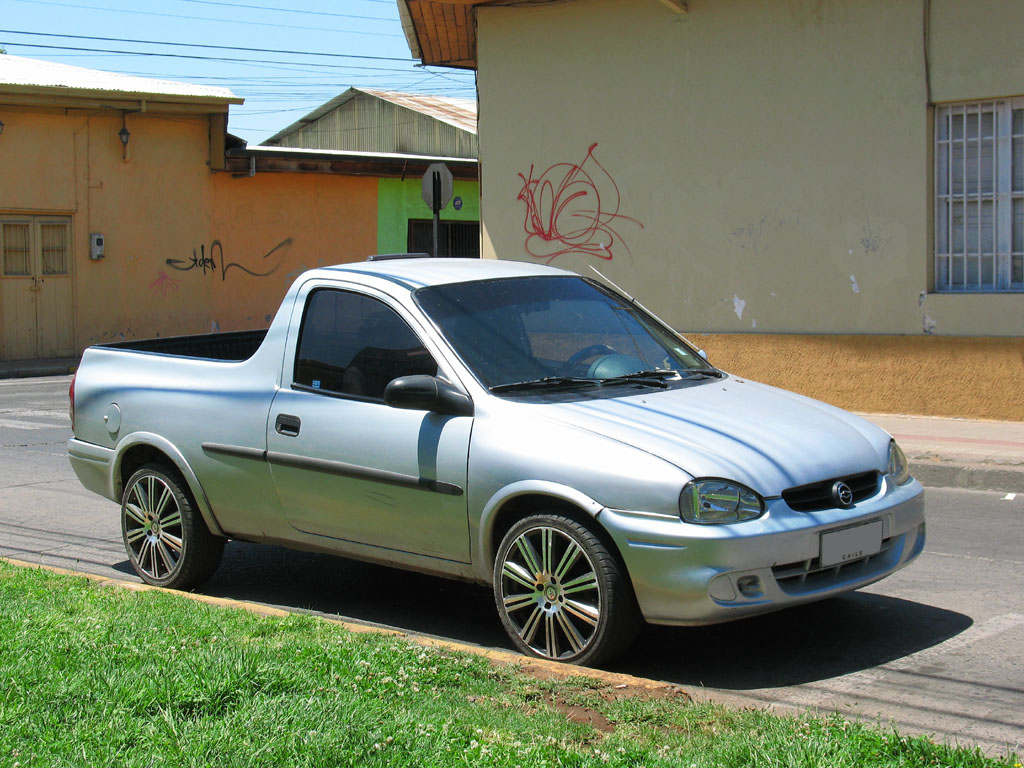
Chevrolet Corsa pickup

### Chevrolet Chevy (México)
Artículo Principal: Chevrolet Chevy (México)
En México se comercializó desde 1994 bajo el nombre de Chevy. Inicialmente se importó desde España, trasladándose su producción a la planta de Ramos Arizpe de General Motors de México en 1996. El Chevy ha sido objeto de varios lavados de cara y rediseños, destacando el realizado por diseñadores e ingenieros mexicanos en 2003, que adoptó el nombre de "Chevy C2", además del último, realizado en 2008 por la matriz de General Motors en Míchigan, Estados Unidos, que fue dado a conocer en junio de 2008 como el nuevo "Chevy 2009". Este nuevo rediseño está inspirado en los nuevos modelos americanos de Chevrolet, tales como el Chevrolet Cobalt y el Chevrolet Malibú. El Chevy se comercializaba con las carrocerías hatchback de 3 puertas y sedán de 4 puertas, mientras que las carrocerías hatchback 5 puertas, "Wagon" y Pick Up han sido descontinuadas. El Chevy porta un motor 1.6 L con 100 CV, que se asocia a una caja manual de 5 velocidades, o a una automática de 4 velocidades. La producción del Chevrolet Corsa Classic "Chevy" llegó a su fin en México en el primer trimestre de 2012.

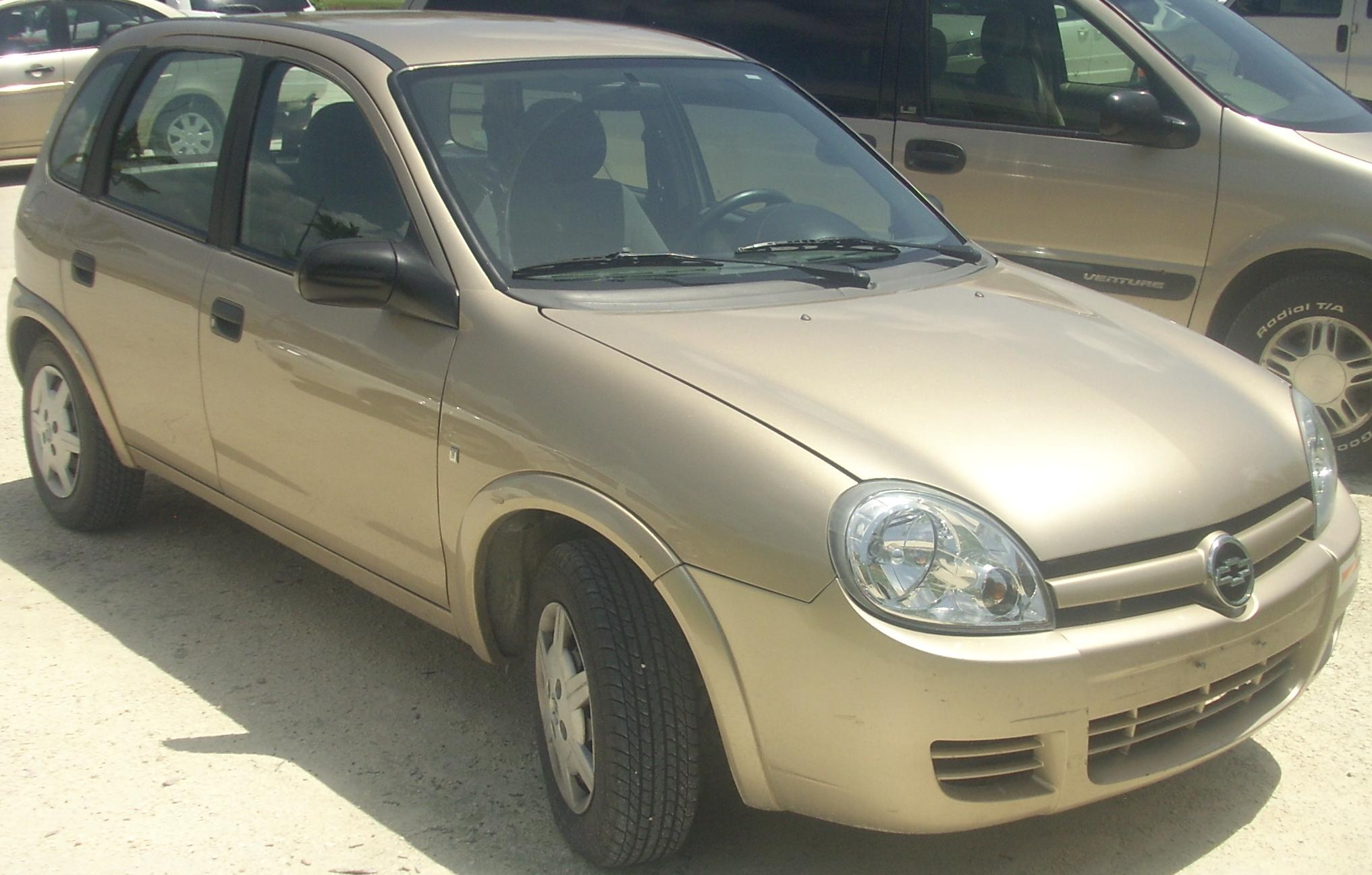
Chevy C2 "Swing" 2004-2008
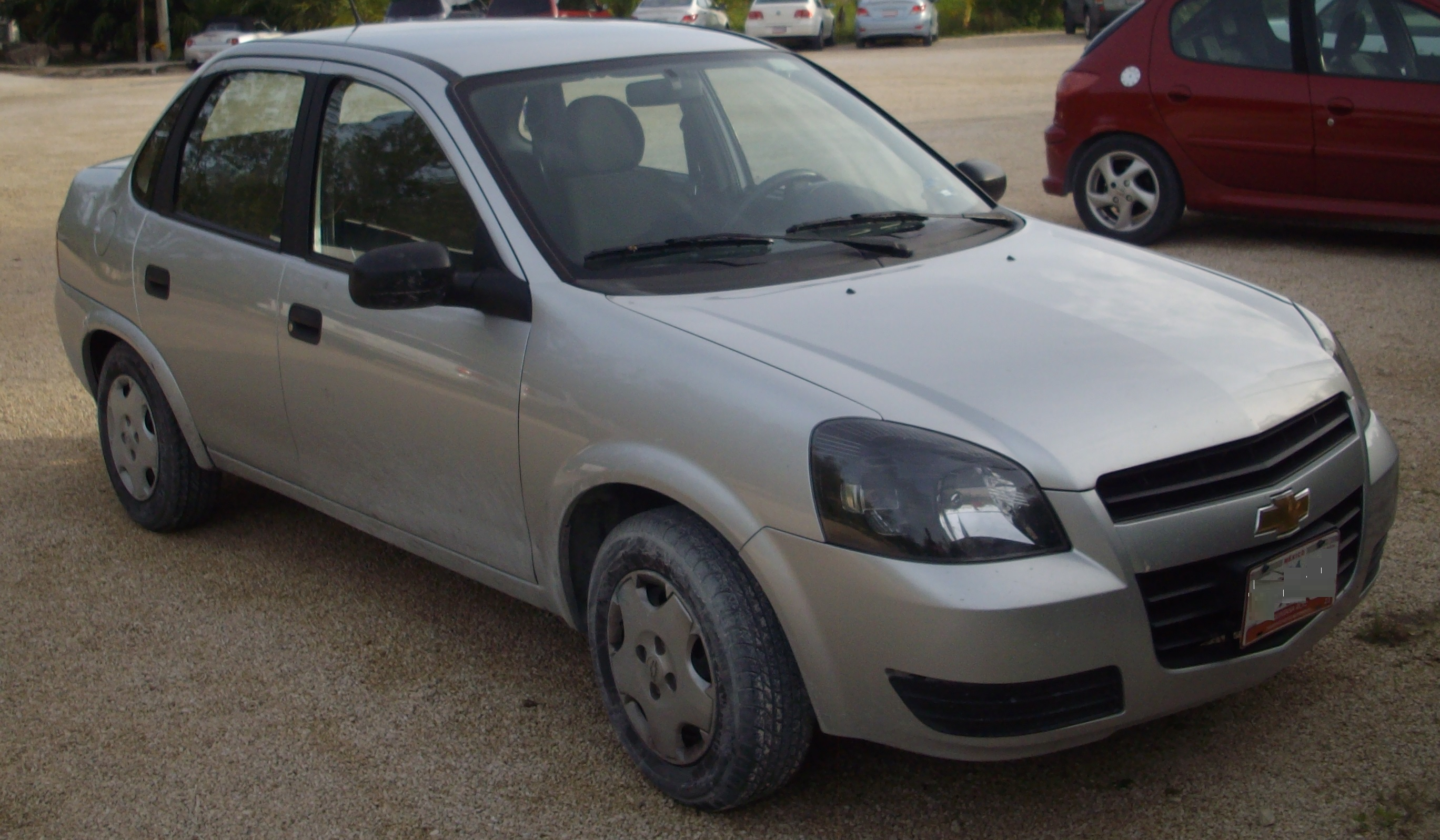
Chevy "Monza" C3 2009-2012
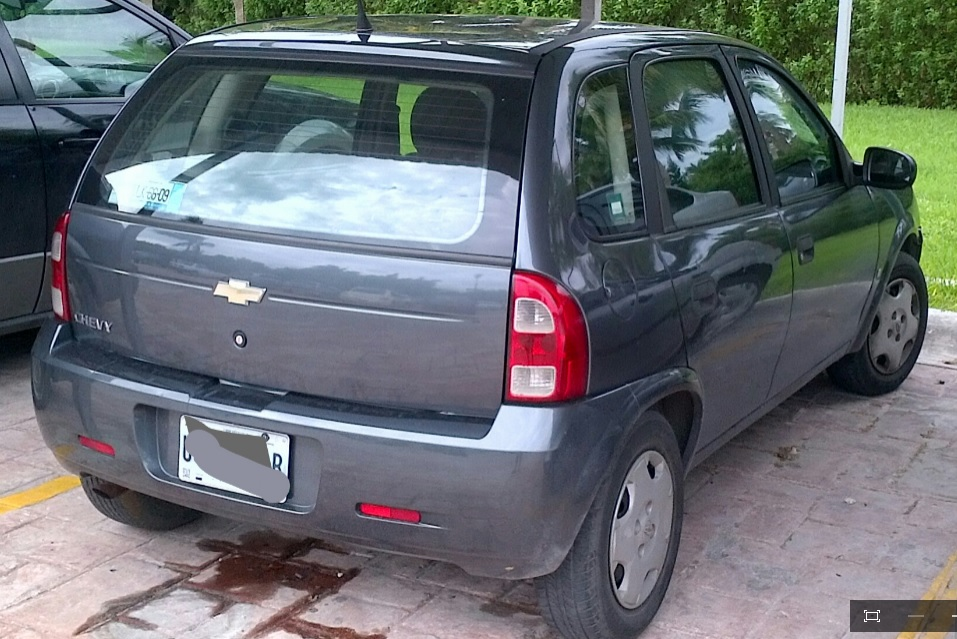
Chevy C3 "Swing" 2009-2010
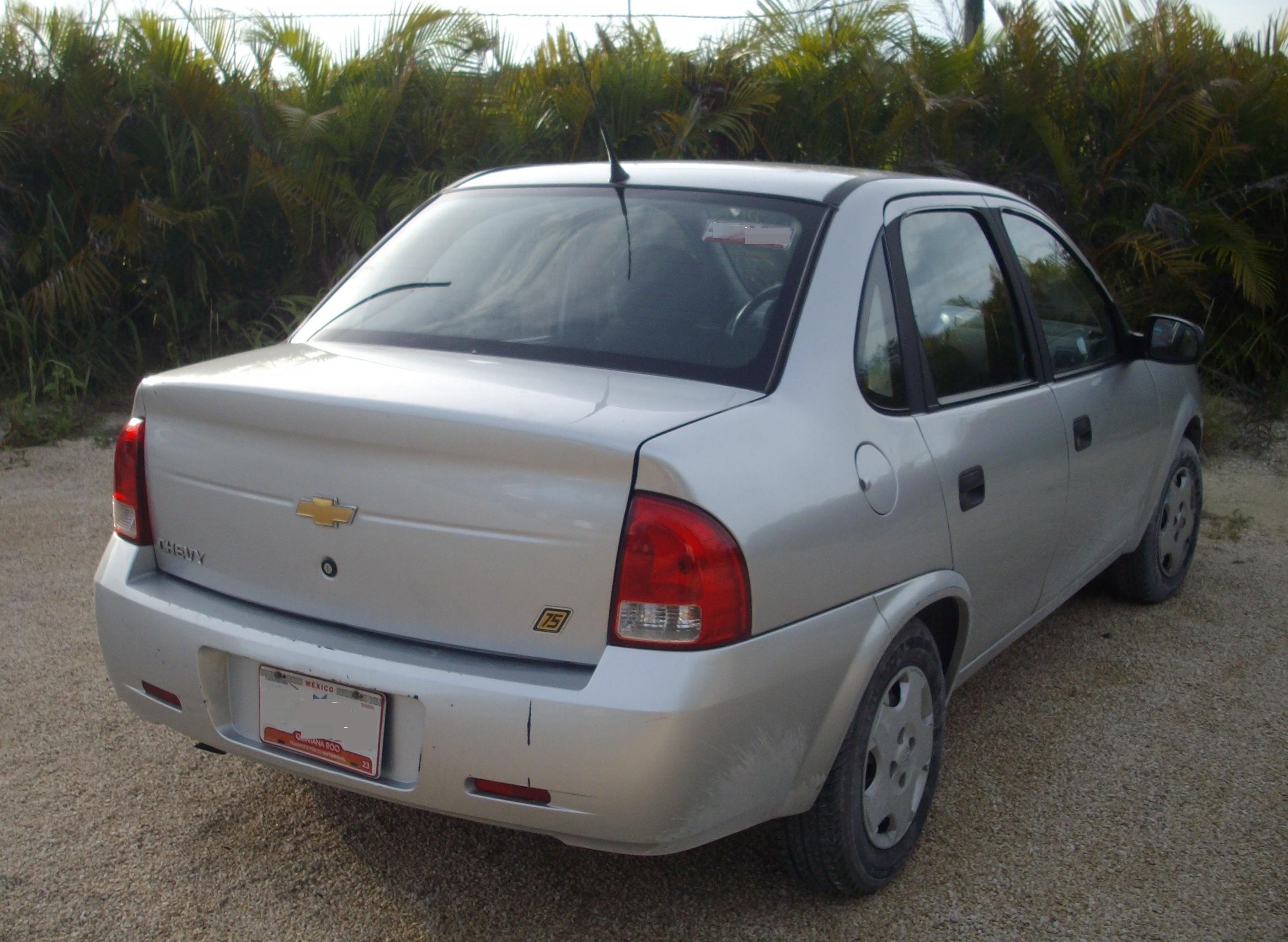
Chevy C3 "Monza" 2009-2012

### Chevrolet Classic
Artículo Principal:
Chevrolet Classic
En 2010 para el mercado latinoamericano, se lanza un profundo retyling denominado GM4200 del Corsa B adoptando las líneas generales del Chevrolet Sail de primera generación, se adopta entonces el nombre de Chevrolet Classic dejándose sin efecto por vez primera el nombre de Corsa. Esta versión se adaptó a los nuevos requerimientos en seguridad regionales que la llevaron a equipar doble airbag frontal y ABS+EBD desde la versión entrada de gama (LS). Su equipamiento de confort fue variando (base: LS, y full: LT)según los años dejando en el final de su vida solo los LS (los más equipados se denominaron LS Pack) hasta que en octubre de 2016 cesa finalmente la producción del Chevrolet Classic y el modelo es reemplazado de la oferta por la versión básica de entrada de gama del Chevrolet Prisma denominada Joy, producido íntegramente en Brasil.

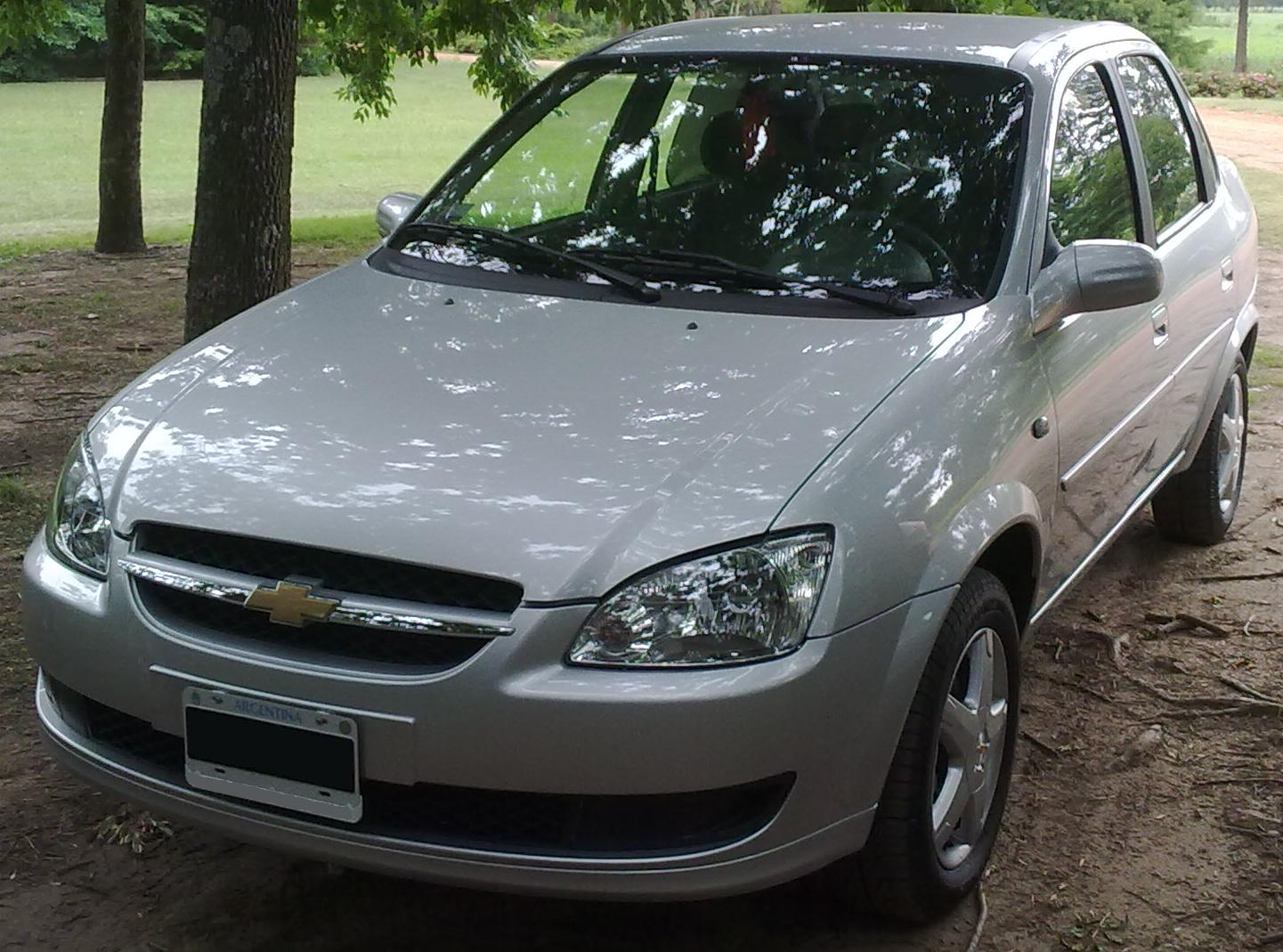
Chevrolet Classic Sedán
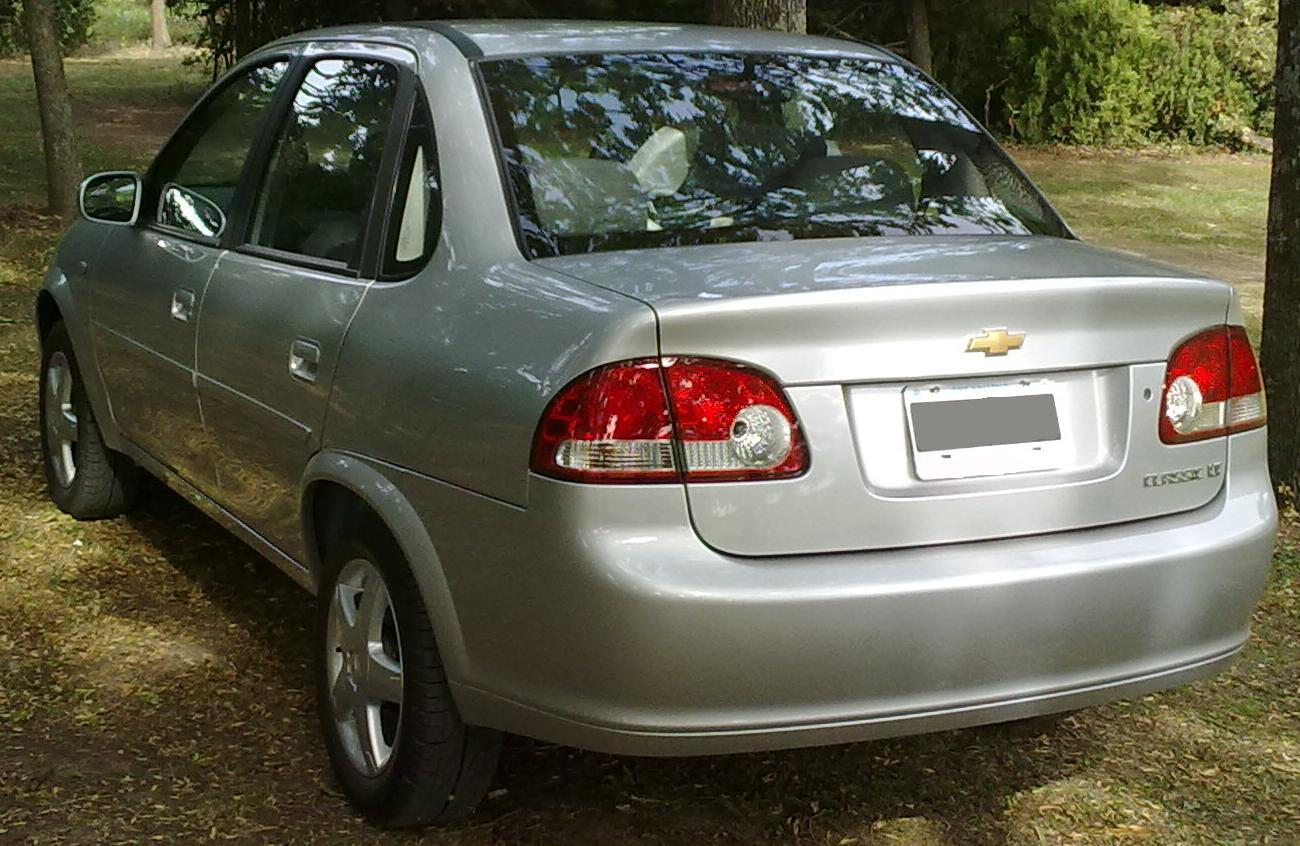
Chevrolet Classic Sedán
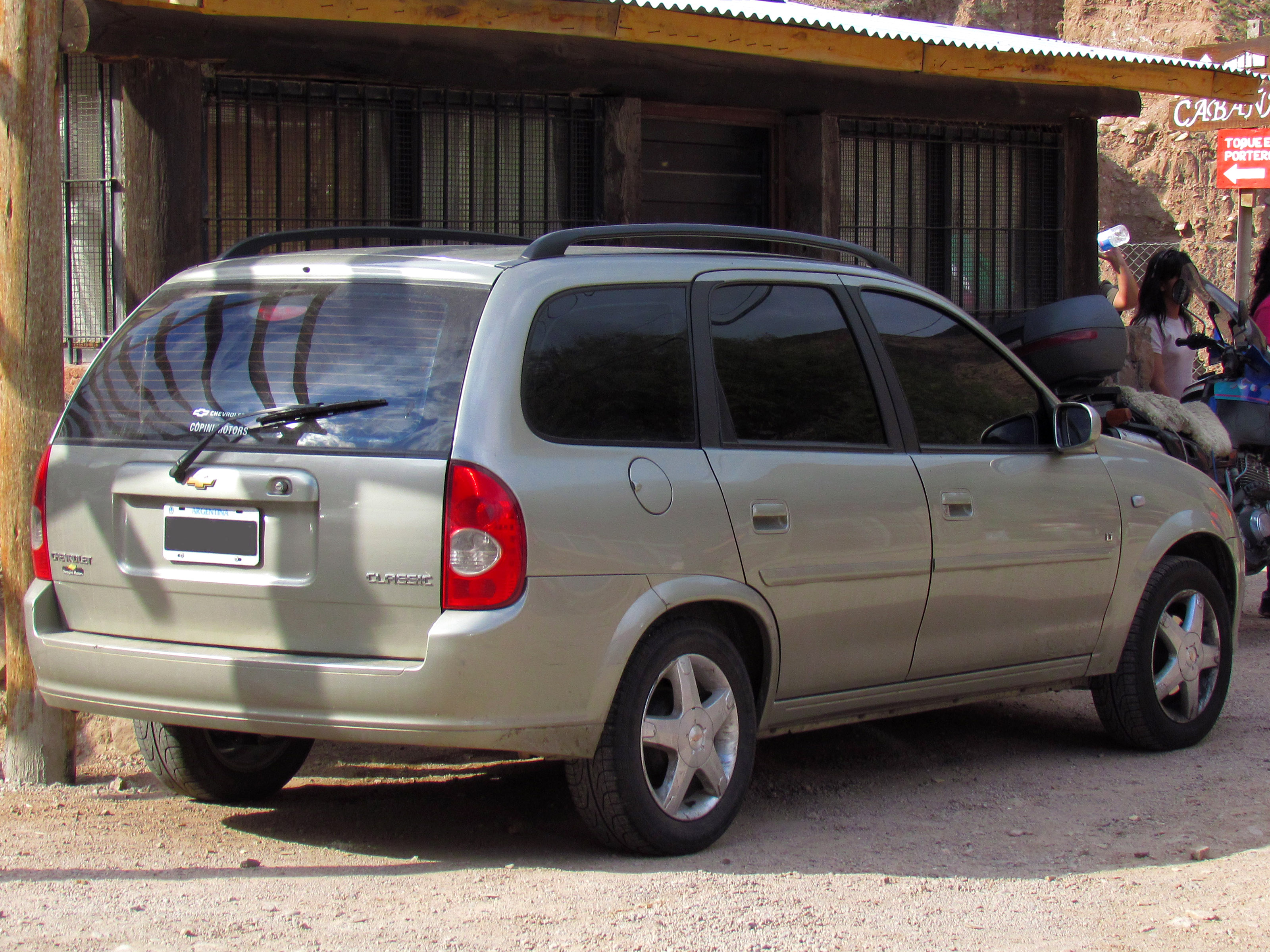
Chevrolet Classic Rural

### Chevrolet Celta
Artículo principal: Chevrolet Celta
En el año 2000, Chevrolet presentó en el Brasil un modelo derivado del Corsa llamado Chevrolet Celta. Este automóvil, que fue el primer modelo de General Motors creado en Sudamérica, fue presentado con el fin de ocupar la vacante dejada por el Chevrolet Tigra en el segmento de autos de bajo consumo, aunque el Celta era un coche de segmento B. Inicialmente, el Celta se presentó en versión hatchback de tres puertas con motor de 1.0 litros, mientras que la versión de cinco puertas fue presentada en 2002. El Celta, era básicamente un Corsa hatchback de primera generación con una fuerte reestilización en su diseño y economización en la producción (reducción de costos). En el mismo, se destaca el ligero ensanche recibido en su línea de cintura, a la altura de sus guardabarros delanteros y traseros. También en lo que hace al diseño de las áreas vidriadas de la versión tres puertas, las reformas fueron muy radicales. El vidrio trasero, pasaba a tener una sección curva en la parte superior más pronunciada que en el Corsa original, mientras que el marco de las puertas, dejaban de lado el diseño rectilíneo, pasando a tomar un diseño curvo como los marcos de las puertas del Tigra. El modelo de 5 puertas, copiaba la silueta del de tres puertas, no dando lugar a ventiletes traseros, como en el Corsa. A simple vista, es bastante similar a los Fiat Palio. El Celta fue lanzado con un motor de gasolina de 1.0 litros de cilindrada y 60 CV de potencia máxima. En 2002 el cinco puertas se puso a la venta, y se llevó la potencia máxima a 70 CV. Un 1.4 litros de 85 CV se agregó en el año 2003. En el año 2004 comenzó su importación a la Argentina, donde fue rebautizado como Suzuki Fun, debido a que en ese país no hay instalado un segmento de automóviles económicos, y una posible irrupción del Chevrolet Celta implicaría la desaparición del Corsa. Finalmente con la alianza GM-Suzuki comprometida cesó la importación del modelo bajo la marca Suzuki y Chevrolet Argentina decidió posicionar al Celta como entrada de gama, quedando por debajo del Chevrolet Corsa Classic (y posteriormente Classic). Además, con este renombramiento (FUN), General Motors buscó darle a Suzuki mayor participación en el mercado automotor argentino.

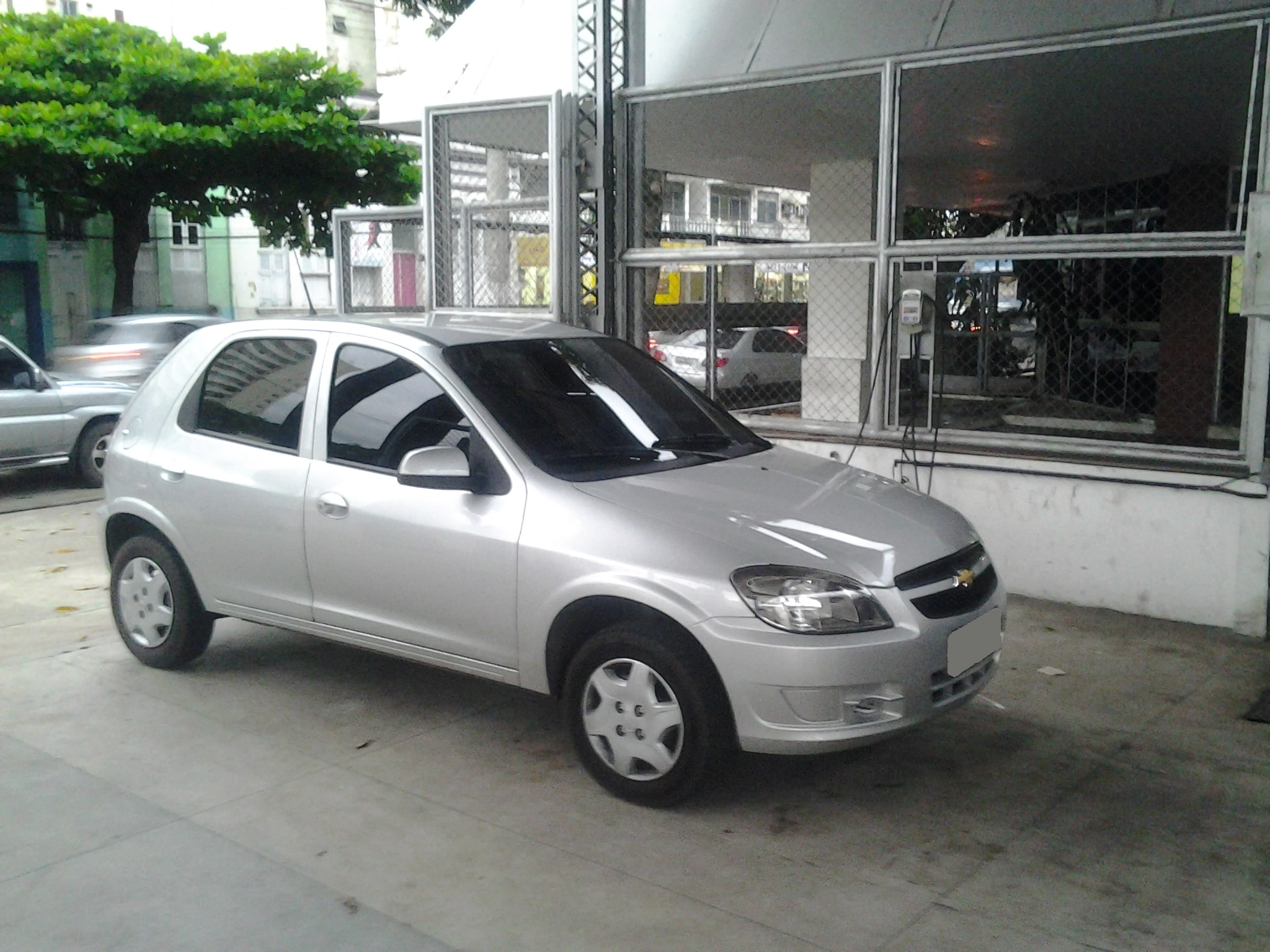
Chevrolet Celta, derivado del Corsa creado en Sudamérica
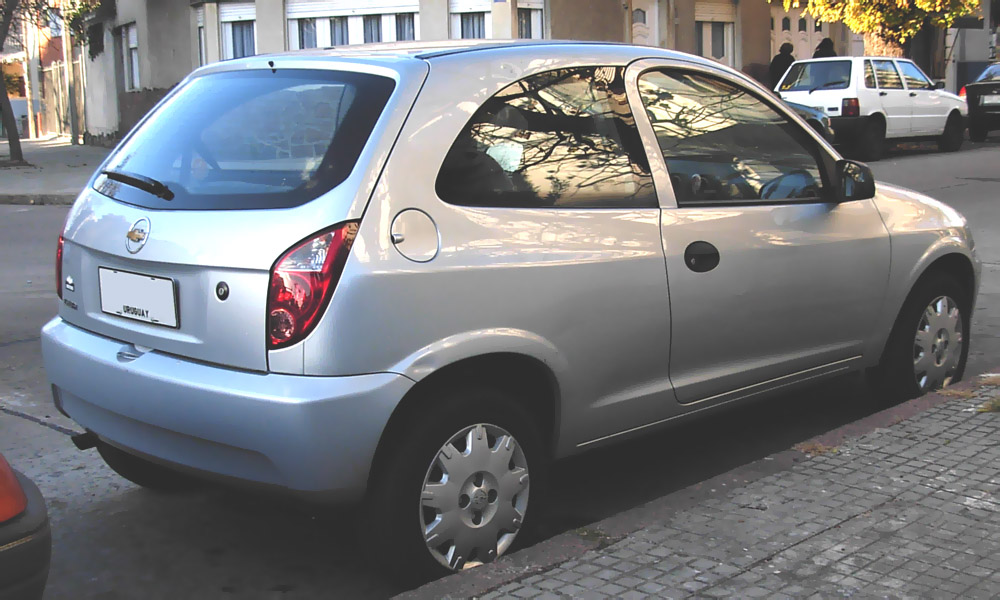
Chevrolet Celta 3 Pts. Sector posterior

### Chevrolet Meriva
Artículo principal: Chevrolet Meriva
La primera generación de Meriva se fabricó desde agosto de 2002 hasta agosto de 2012 en São Caetano do Sul, Brasil para los mercados de América Latina, y desde finales de 2002 hasta 2012 en Figueruelas, España para Europa. Usaba la plataforma y algunos motores del Opel Corsa C y Opel Zafira primera generación.

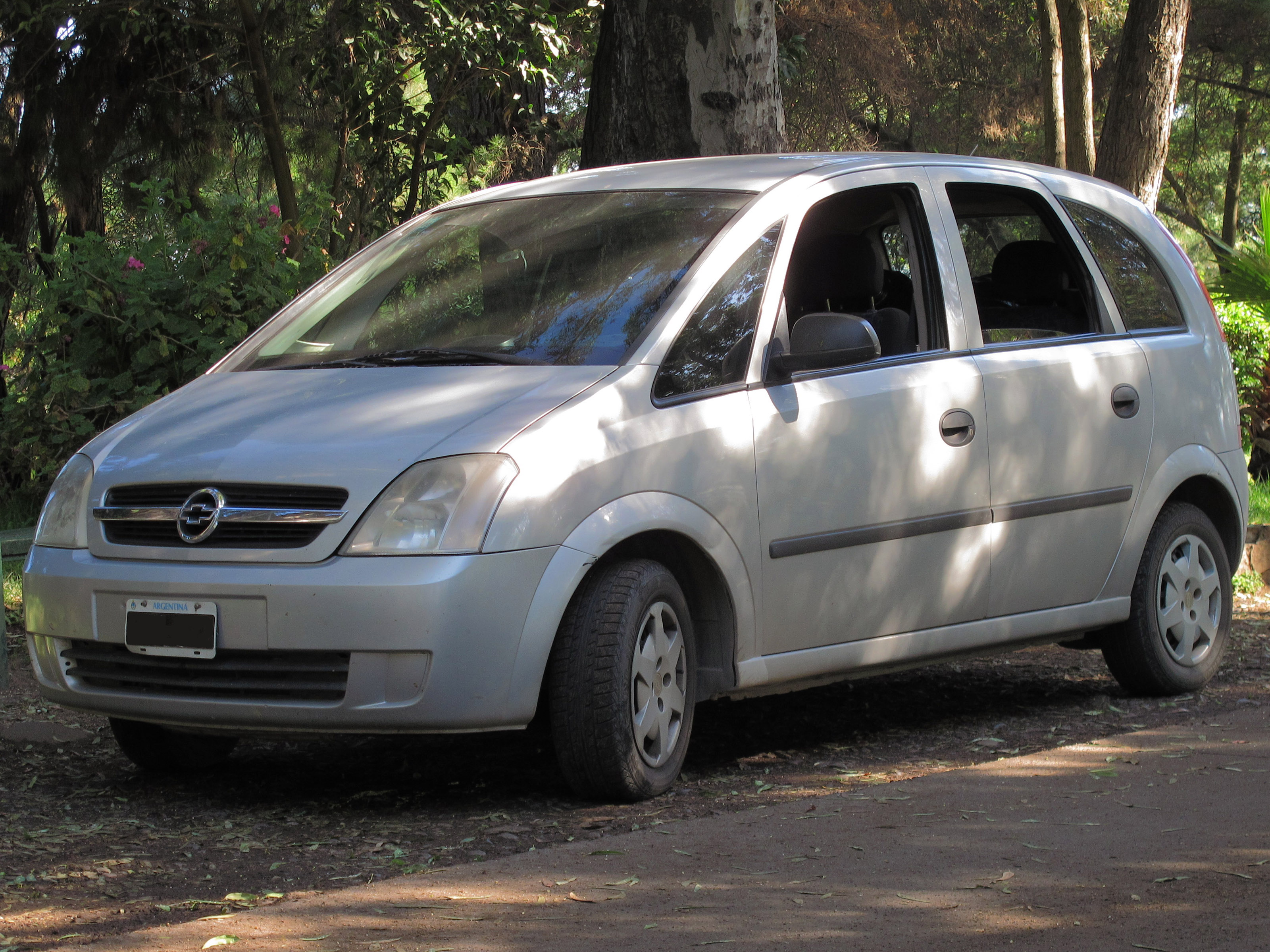
Chevrolet Meriva GL
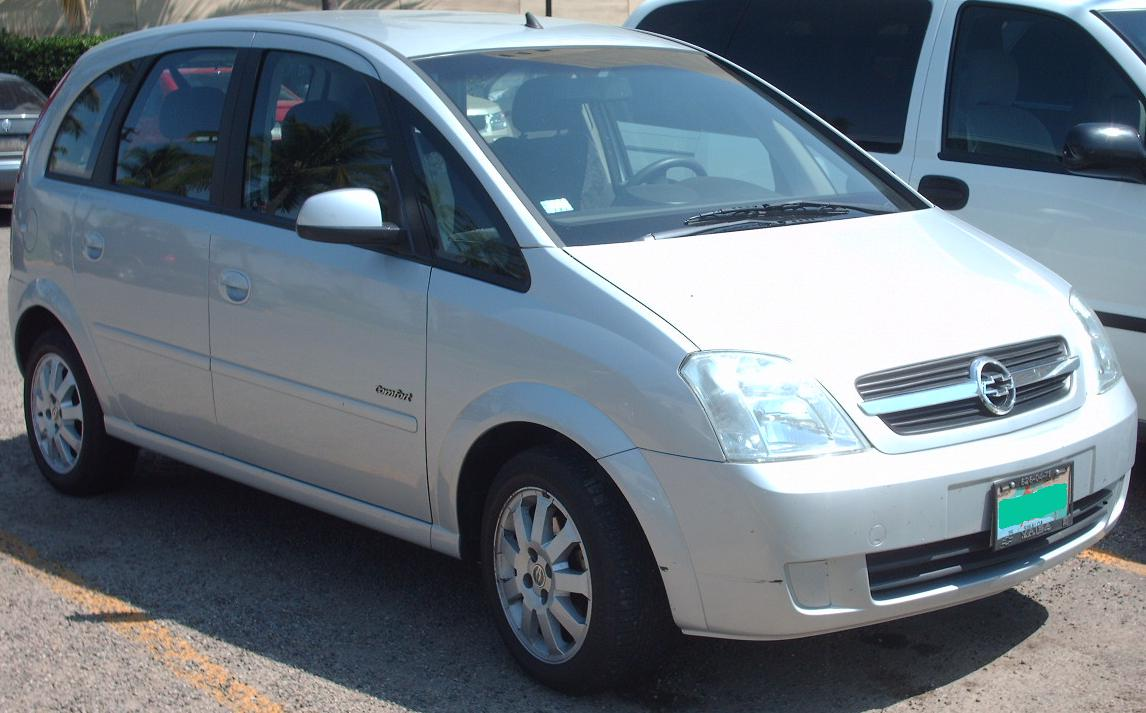
Chevrolet Meriva Comfort
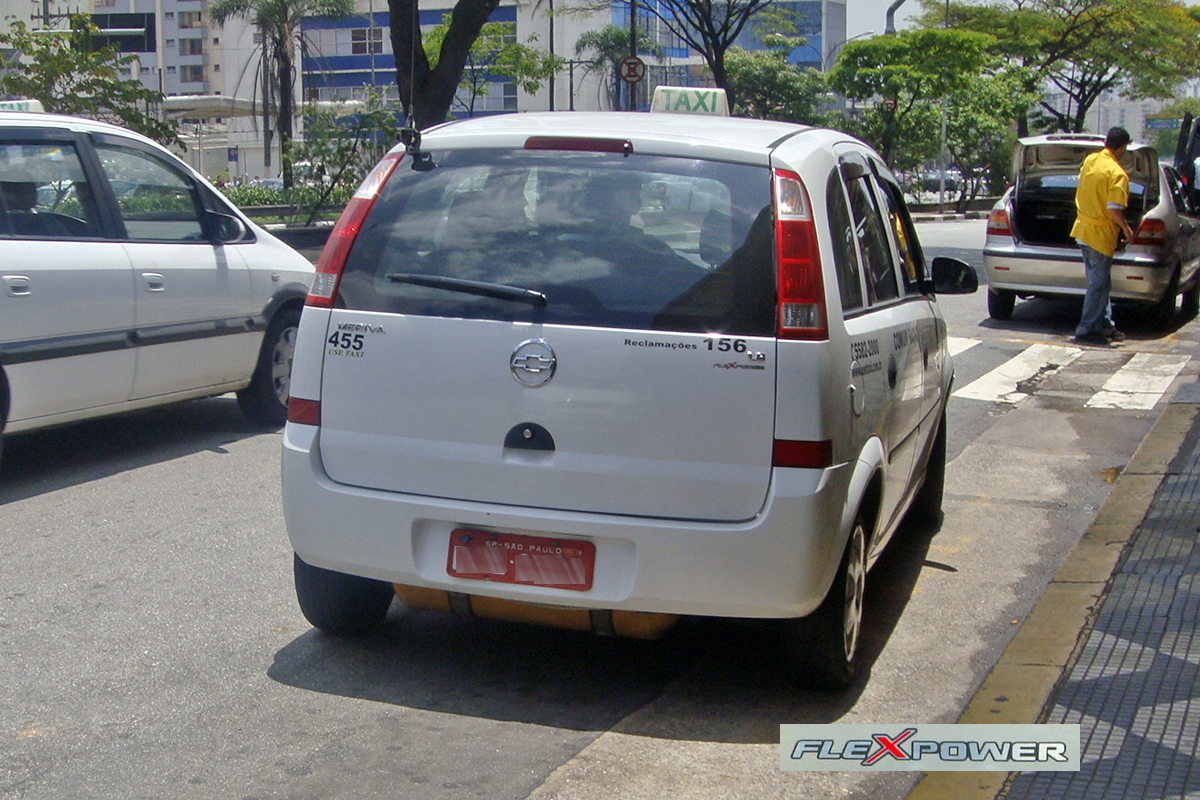
Chevrolet Meriva Flex

### Chevrolet Prisma
Artículo principal: Chevrolet Prisma MKI
En el año 2006, el Chevrolet Celta recibió una reestilización óptica profunda en su frente y trasera, pasando a llevar faros más angostos en su parte trasera y un nuevo diseño en su parrilla que lo dejaba similar a la tercera generación del Chevrolet Vectra brasileño. El diseño incluía los faros similares al Vectra y una parrilla en la que se alojaba un enorme moño dorado en el caso del Celta o una enorme S plateada en el caso del Suzuki Fun. A todo esto, la novedad principal fue el lanzamiento de un nuevo modelo sedán de cuatro puertas derivado del Celta, que fue bautizado como Chevrolet Prisma.
El Chevrolet Prisma, fue lanzado en Brasil en noviembre de 2006 y fue pensado para suceder al Corsa Classic. Sin embargo, el éxito que siempre supuso el Corsa hizo que el Prisma esté relegado al segmento de los coches de bajo consumo. El Prisma es la versión tricuerpo del Chevrolet Celta y está equipado con las mismas motorizaciones, es decir un 1.0 litros a gasolina y un 1.4 litros Flexpower, denominación utilizada por Chevrolet en Brasil para identificar a sus motores de funcionamiento alterno a gasolina o gasohol. El equipamiento, básicamente es el mismo que el Chevrolet Celta. Y en cuanto a su producción y venta, el Prisma es producido en Brasil, en las factorías de GM en Sao Caetano do Sul. Desde allí, es exportado hacia toda Sudamérica, siendo presentado como reemplazante de la línea Corsa II. Sus principales rivales de mercado son el Fiat Siena, el Ford Fiesta, el Volkswagen Gol y el Renault Clio.

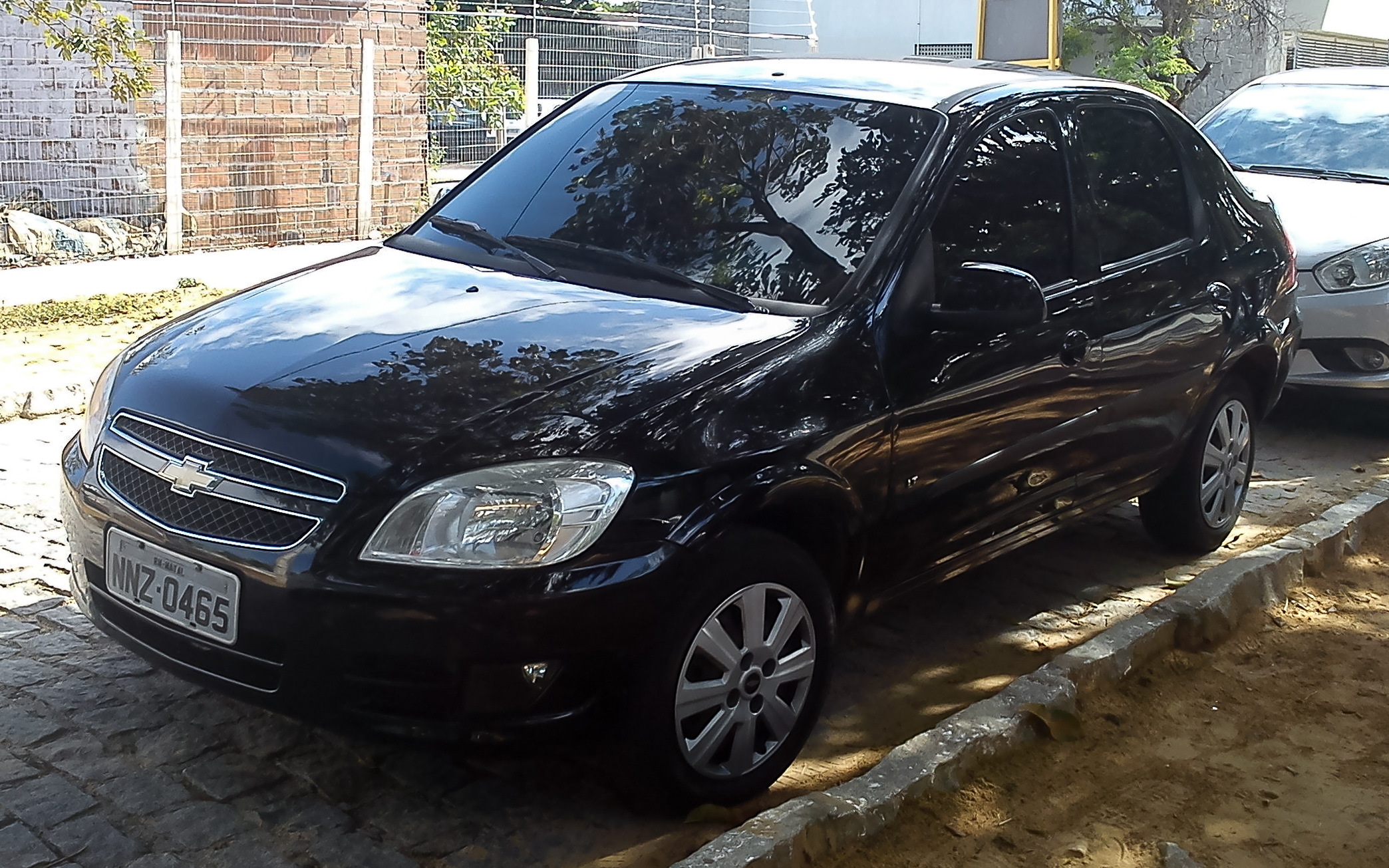
Chevrolet Prisma MKI
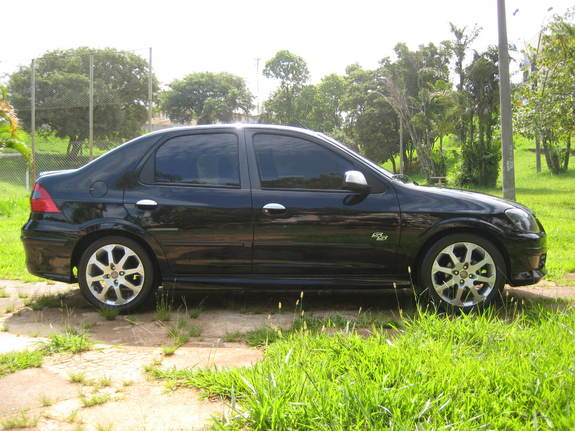
Chevrolet Prisma MKI, derivado del Celta.

### Chevrolet Agile
Artículo principal: Chevrolet Agile
Producido por el fabricante estadounidense General Motors sobre la plataforma del Corsa B en Argentina, a través de su subsidiaria GM-Mercosur, para la marca Chevrolet desde 2009 hasta 2016.
Se trató del primer modelo de la plataforma “Viva”, desarrollado íntegramente en la región, y el inicio de una nueva etapa "family feeling" de la marca. Fue desarrollado en el Centro de Diseño de GM-Mercosur en São Paulo (Brasil), y fue fabricado en la planta que Chevrolet posee en la localidad de Alvear (Argentina). Se fabricaron 347.054 unidades.

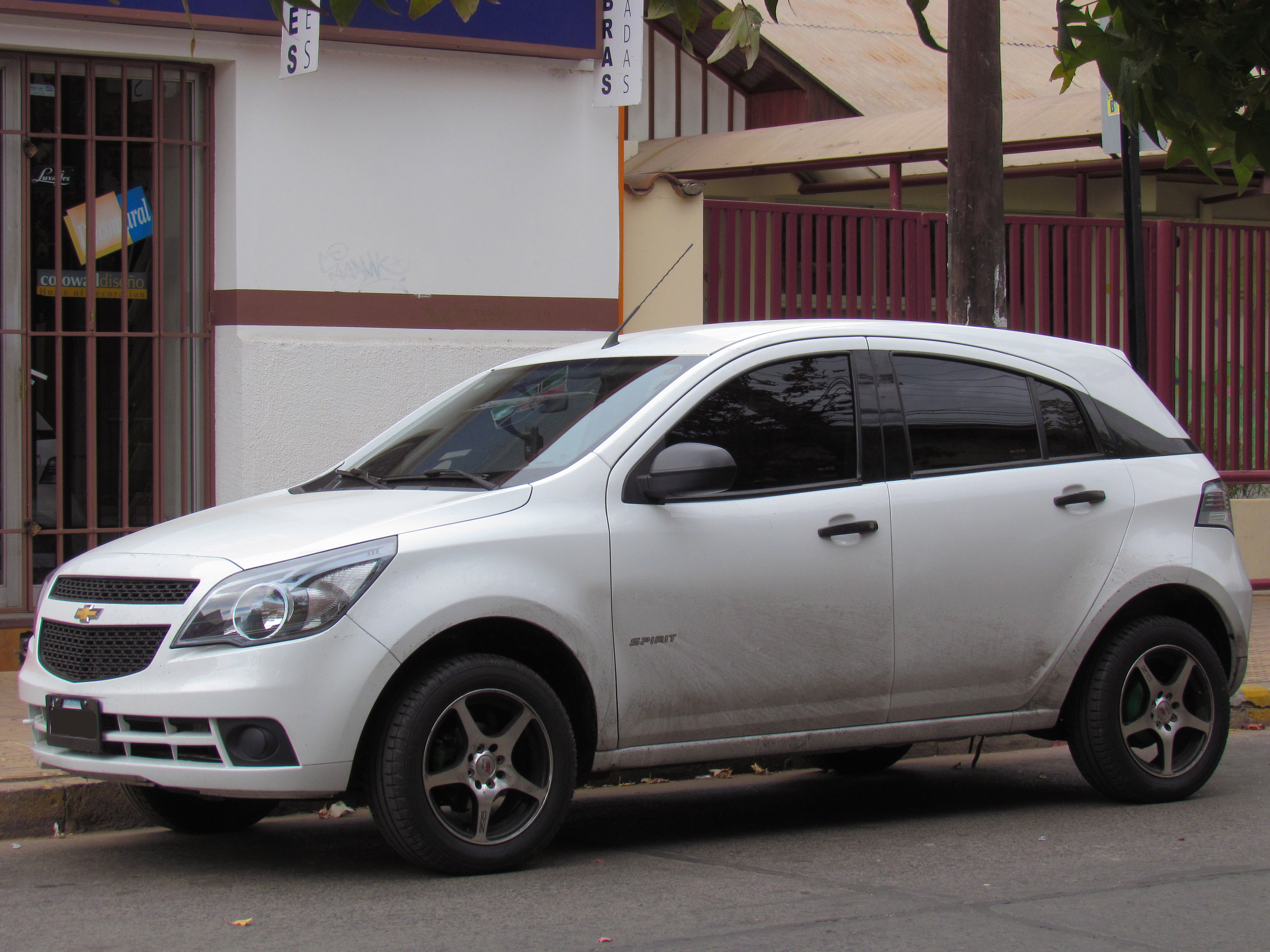
Chevrolet Agile
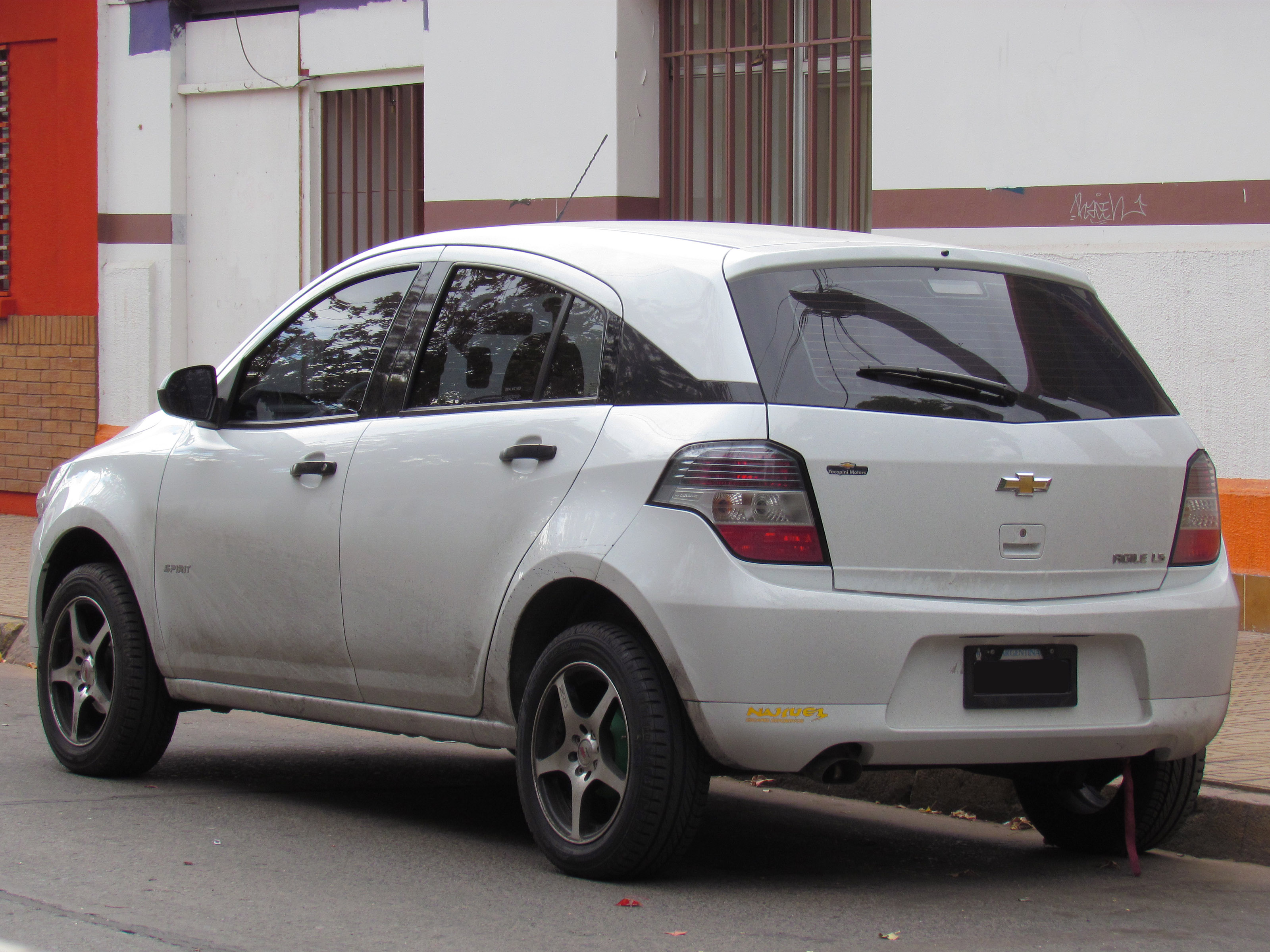
Chevrolet Agile

## Usos específicos
Debido a su versatilidad, disponibilidad de repuestos en parte a la continuidad en el tiempo y los años de presencia en los distintos mercados, nobleza mecánica y rendimiento, además del uso particular/familiar ha equipado flotas de vehículos de alquiler (de renta, taxi, remise) de asistencia y policiales. Esto es ayudado también en parte a ofrecerse con dos tipos de carrocería de baúl de considerable volumen (dejando espacio para los componentes de equipos de combustible alternativo GNC y espacio útil) además por poseer versiones de cuatro puertas con capacidad de hasta cinco pasajeros (incluido el conductor) y sumado a la disponibilidad de repuestos debido a continuidad y años de presencia en los distintos mercados.

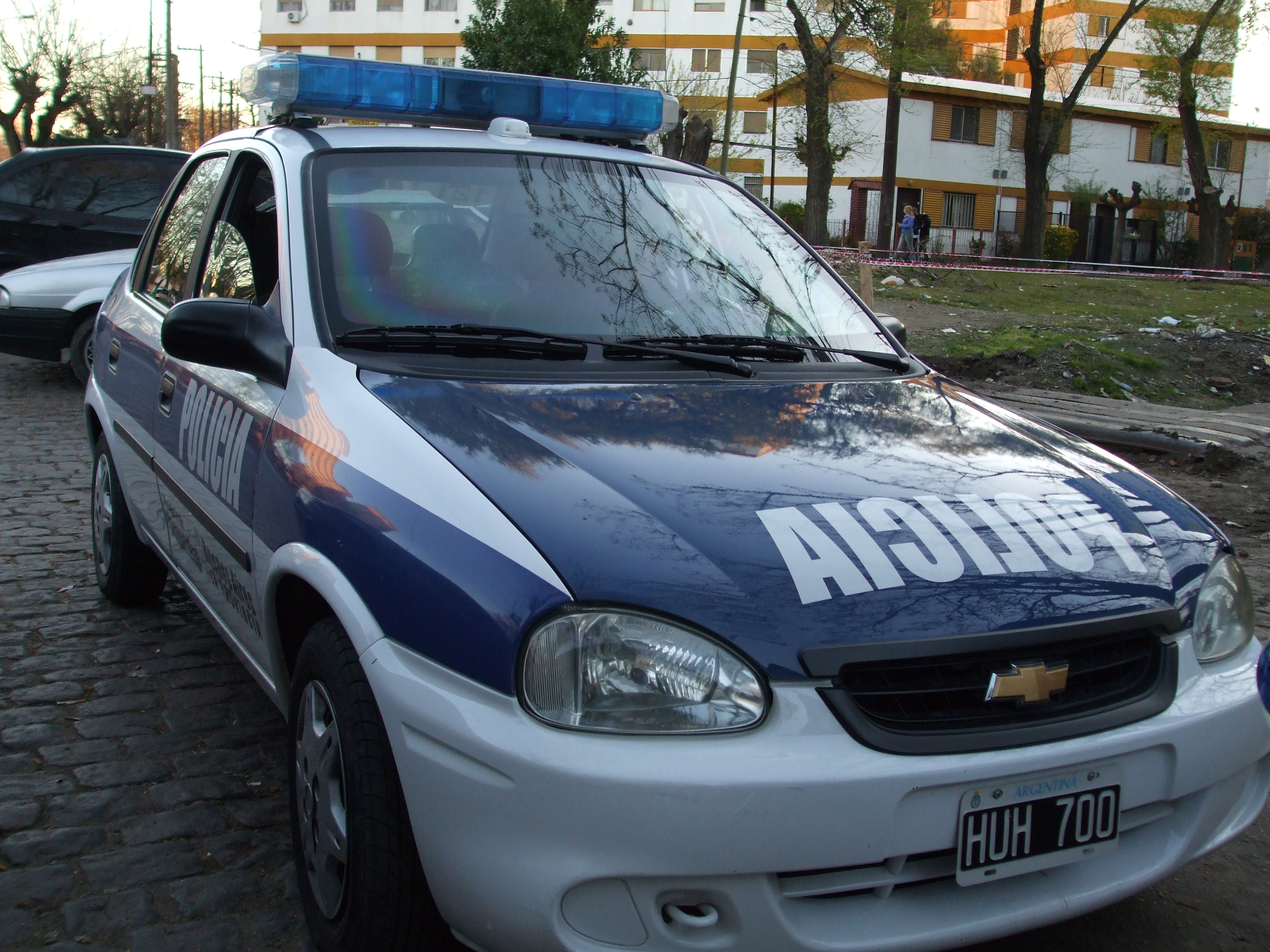
Corsa Classic Sedan GL Policial (Pcia de Buenos Aires, Argentina) Parabrisas blindado
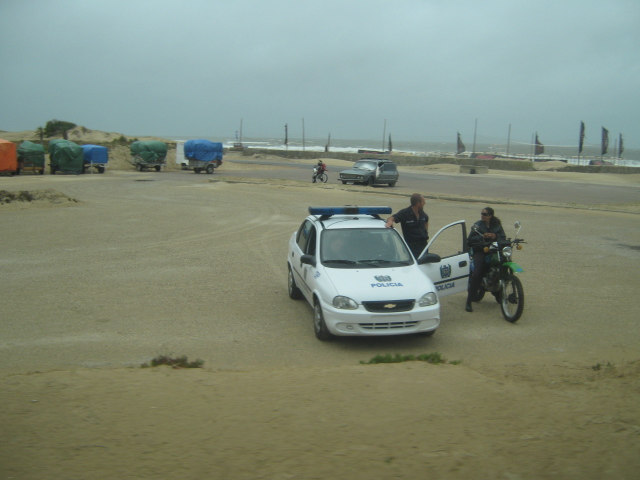
Corsa Classic Sedan GL Policial (Punta del Este, Uruguay)